# Mausoleum

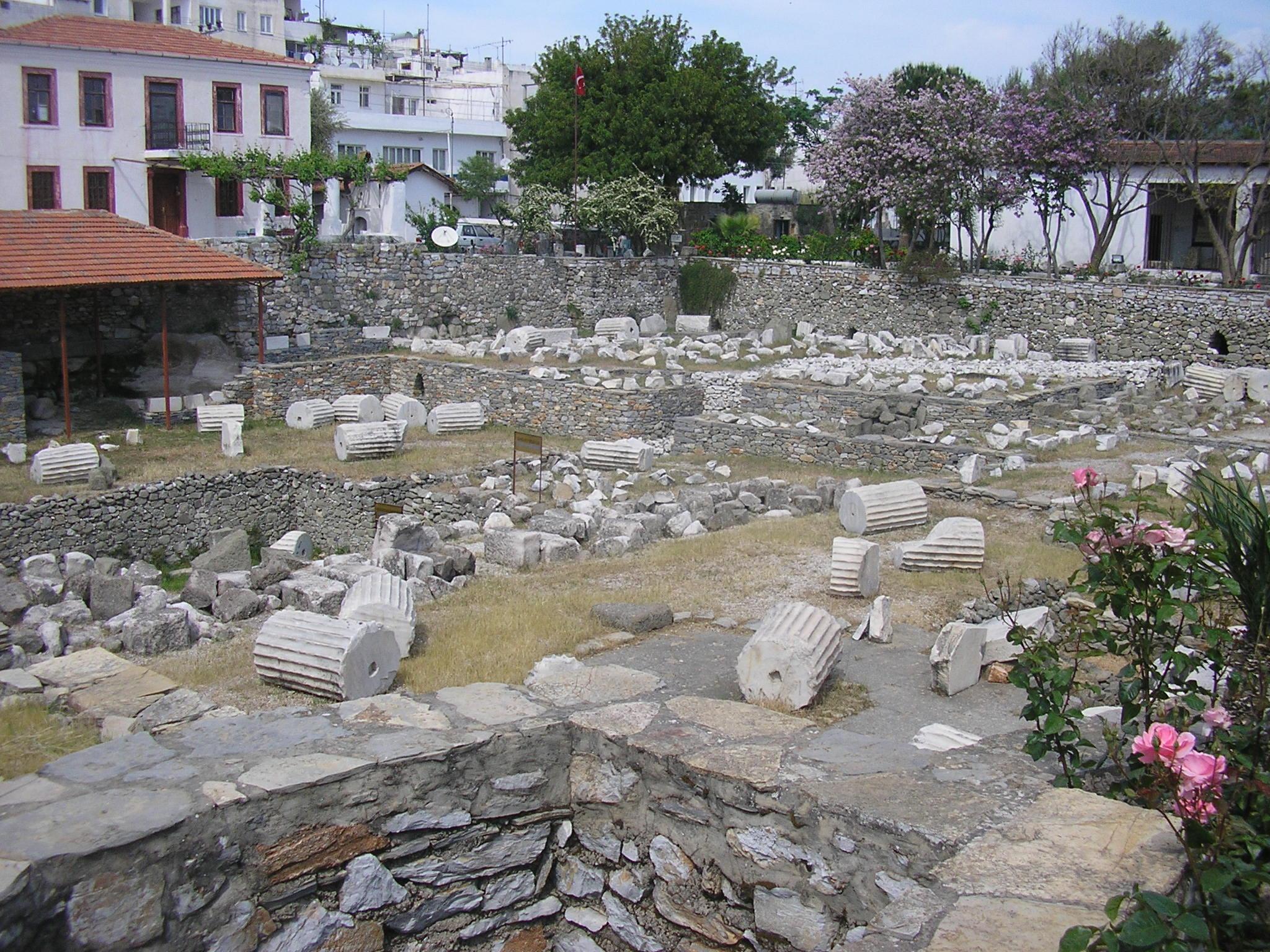
Überreste des Grabes von Maussolos (2009)

Ein Mausoleum ist ein monumentales Grabmal in Gebäudeform.
Der Ausdruck leitet sich ab von Maussoleion, dem zu den antiken sieben Weltwundern gehörenden Grab von Maussolos in Halikarnassos (heute Bodrum), gewidmet dem Statthalter von Karien an der Westküste der heutigen Türkei zwischen 377 und 353 v. Chr.
Belegt ist das Wort Mausoleum im deutschsprachigen Schrifttum seit dem 16. Jahrhundert. Im Klassizismus wurde diese Art von Sakralbau der Antike reaktiviert, wenn auch in kleinerer Form. Es handelt sich um oft doppelgeschossig angelegte Kleinarchitekturen, bestehend aus einem Andachtsraum und einer darunter liegenden Gruft, wobei Gruft und Kapelle oberirdisch in einem Raum vereint sein können. Funktional bilden diese neuzeitlichen Mausoleen eine Mischform von Gebäude und Denkmal und erfüllen innerhalb der Sepulkralkultur die Aspekte Totengedenken, Repräsentation als auch Appell an die Nachwelt.

## Mausoleen im Islam

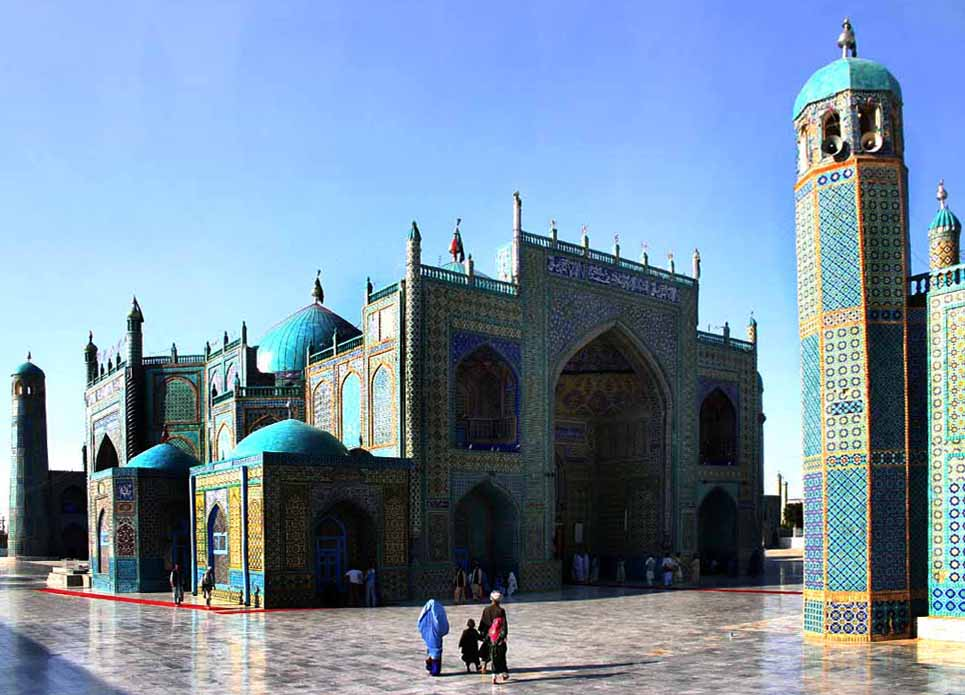
Schrein von Hazrat Ali in Mazar-i-Sharif, Afghanistan, eine der angeblichen Begräbnisstätten von Ali, dem Cousin und Schwiegersohn von Mohammed. Mazar-i-Sharif bedeutet „Grab des Erhabenen“.

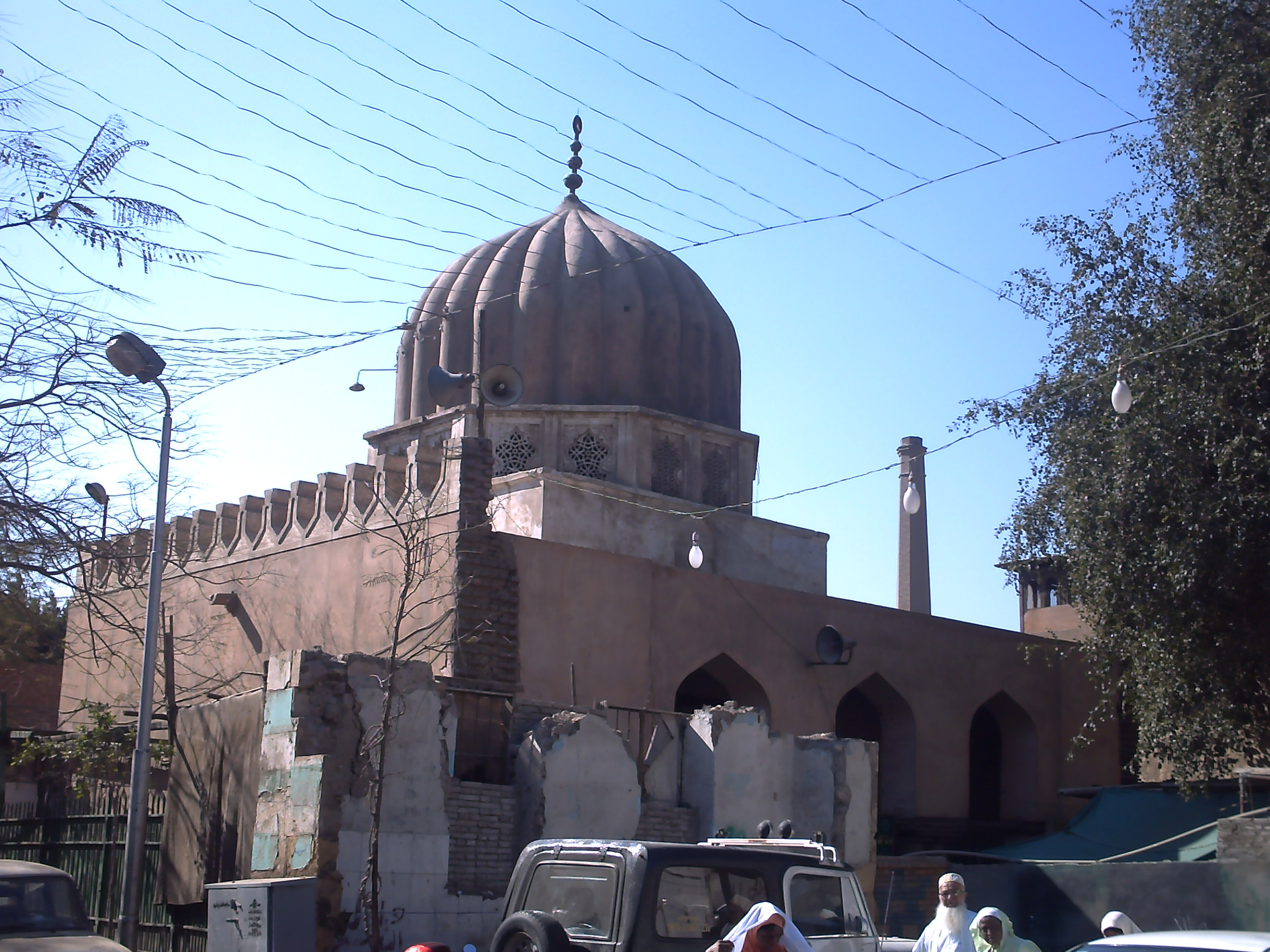
Sayyeda Ruqayya Mashhad in Kairo

Mazār (arabisch مزار ‚Ort, dem ein Besuch gilt; Wallfahrtsort; Heiligtum‘) ist ein Mausoleum oder Schrein, vornehmlich ein Begräbnisplatz einer berühmten, beziehungsweise „heiligen“ muslimischen Persönlichkeit. Im Mittelarabischen werden auch Begriffe wie mašhad, maqām oder ḍarīḥ analog verwendet. In Palästina und in der wissenschaftlichen Literatur werden diese Stätten auch als wali oder weli bezeichnet. Sie sind oft mit einem gewissen Volksglauben, aber auch mit synkretistischen Elementen verbunden. Die Anhänger der strengen Sekte der Wahhabiten, die Salafisten (von arabisch سلف الصالحين, DMG salaf aṣ-ṣāliḥīn ‚Vorfahren der Tugendhaften‘), legen großen Wert darauf, dass kein Mensch zwischen Mann und Gott vermitteln kann. Sie halten Muslime, die „heilige Persönlichkeiten“ (arabisch اولياء الله, DMG Aulīya’ Allāh ‚Freunde Gottes‘) und deren Schreine verehren, für Häretiker. 1802 eroberten Wahhabitische Truppen Kerbela und zerstörten teilweise den Schrein von Imam Husayn. 1925 zerstörte der Kommandant und spätere König von Saudi-Arabien, Saud I. ibn Abd al-Aziz, die Mausoleen der Baqīʿ al-Gharqad (arabisch بقيع الغرقد, DMG baqī‘ al-ġarqad) in Medina, den Begräbnisplatz von vier der Imame der Schia sowie von Fātima bint Muhammad. Der Friedhof wurde 1926 unter Abd al-Aziz ibn Saud vollständig zerstört, dient jedoch noch immer als Friedhof.

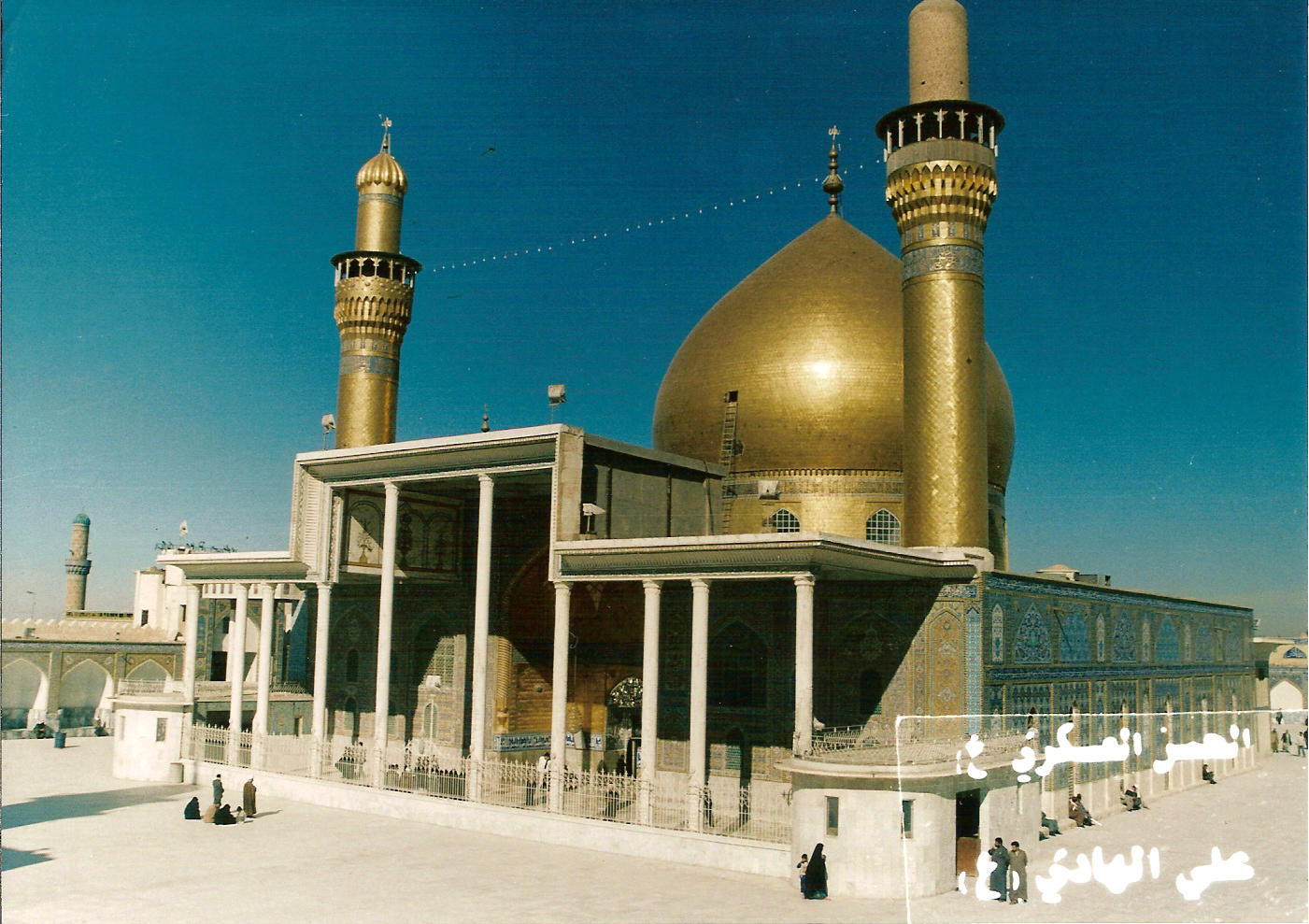
Al-Askari Shrine in Samarra vor dem Bombenanschlag 2006

Es gibt keine spezifischen architektonischen Typen für mazārat, die große Unterschiede in Größe und Ausführung aufweisen. Allen gemeinsam ist eine turba (arabisch تربة ‚Grab, Grabstätte, Grabmal‘), ein Grab im Zentrum, welches gewöhnlich rechteckig angelegt ist.

### Etymologie
Mazār (Plural mazārāt) geht zurück auf das Wort Ziyāra (arabisch زيارة) mit der Bedeutung „(andächtig) besuchen“. Es bezieht sich auf bestimmte Plätze und Zeiten.

### Unterscheidungen
- Maschhad (arabisch مشهد, DMG Mašhad, Plural مشاهد, DMG Mašāhid ‚Ort des Martyriums (des Blutzeugen)‘) bezeichnet oft auch ein Grabmal eines Heiligen oder den Ort, wo eine religiöse Erfahrung (z. B. Martyrium) stattfand. Mit dieser Bezeichnung sind die Worte شاهد, DMG šāhid ‚Bezeugender‘ und شهيد, DMG šahīd ‚Märtyrer, Blutzeuge‘ verwandt.[11] Die Stadt Maschhad im Iran erhielt ihren Namen von Mašhad mit der Bedeutung „Ort des Martyriums“, da an diesem Ort der achte Imam Ali Al-Ridha zum Märtyrer geworden sein soll.[12] Ein Maschhad verfügt oft über einen Baldachin oder eine Kuppel über dem Begräbnisplatz im Gebäude. Manchmal verfügt er auch über ein Minaret.[13]
- Maqām (arabisch مقام, DMG maqām, Plural مقامات, DMG maqāmāt, wörtlich übersetzt „Ort, auf dem etwas errichtet ist“, auch „Standort“) ist die Bezeichnung, die oft für Ahl al-bait-Schreine (Gedenkstätten für Mitglieder der Familie Mohammeds) verwendet wird.[14] Ibn Taymiyya schreibt, dass die Maqāmāt Orte seien, wo die verehrte Person lebte, starb oder religiös aktiv war, und die Maschāhid seien Gebäude über den Maqāmāt oder über Reliquien der Person.[15]
- Darīh (arabisch ضريح, DMG ḍarīḥ ‚Grab, Grabstätte, Mausoleum‘, Plural اضرحة, DMG aḍriḥa)[16] ist eine Vertiefung in der Mitte des Grabes, bezeichnet aber auch das Grab selbst.[17]

### Regionale Bezeichnungen
- Mazār wurde als arabisches Lehnwort auch ins Persische und ins Urdu übernommen. Daher wird es in Iran und weiteren Ländern mit persischer Kultur verwendet, so vor allem in Afghanistan, Pakistan und Indien.
- Walī (Singular von arabisch اولياء, DMG Auliyā’ ‚Freund [Gottes]‘): In Palästina wird diese Bezeichnung sowohl für einen Heiligen, als auch für seine Gedenkstätte oder sein Grabmal benutzt. Die Gedenkstätte eines Propheten heißt auch arabisch حضرة, DMG ḥaḍra ‚Anwesenheit, Gegenwart‘ (zugleich Anrede für eine höhergestellte Persönlichkeit), während die eines gewöhnlichen Heiligen ein Maqām und die eines berühmten Heiligen ein Maschhad ist.[18] Im 19. und 20. Jahrhundert wurde die Bezeichnung walī, auch über türkisch veli als „Weli“ oder „Welli“, in die westliche Literatur übernommen.[19]
- Qubba (arabisch قبة ‚Kuppel‘, Plural قباب, DMG qibāb und قبب, DMG qubab,[20] persisch گنبد, DMG gonbad, ‚Kuppel‘) Grabbau oder Verehrungsort eines Heiligen. Im Volksislam gibt es die Vorstellung, dass ein heiliger Mann seine Baraka („Segenskraft“) auch nach dem Tod durch sein Grab weitergibt. Dadurch wird das Grab zu einer Quelle der Baraka und damit auch ein Platz der Ziyāra (Wallfahrt). Ein heiliger Mann wird im Sudan als Walī, Faki oder Schaich bezeichnet.[21]
- Aramgah (persisch آرامگاه, DMG ārāmgāh, ‚Ruheort‘) ist im persischsprachigen Bereich ein üblicher Begriff für ein Mausoleum oder Grabmal.
- In Iran heißen kleinere Heiligtümer in Form einer Moschee Imamzadeh (persisch امازاده, DMG emāmzāde, ‚Nachkomme eines Imams‘, auch „Grabmal eines Imam-Nachkommen“).
- Vereinzelt werden in Iran Schreine sufistischer Meister auch als dargāh bezeichnet.
- In Nordwest-China werden gongbei („Dome“) über dem Grab von Sufi-Meistern der Hui-Chinesen errichtet.
- In Südafrika (besonders in der Region Westkap) ist ein kramat (von arabisch كرامة, DMG karāma[t] ‚Wunder, Wundertat [von Heiligen]‘)[22] das Grab eines spirituellen Führers oder „Freund Gottes“ (Walī Allāh), oft innerhalb eines rechteckigen Gebäudes, welches als Mausoleum dient (meist für Kapmalaien).
- In Indonesien bezeichnen die Worte makam und kuburan die Gräber der frühen Missionare, vor allem die der Walisongo (neun Heilige) von Java.

## Bekannte Mausoleen

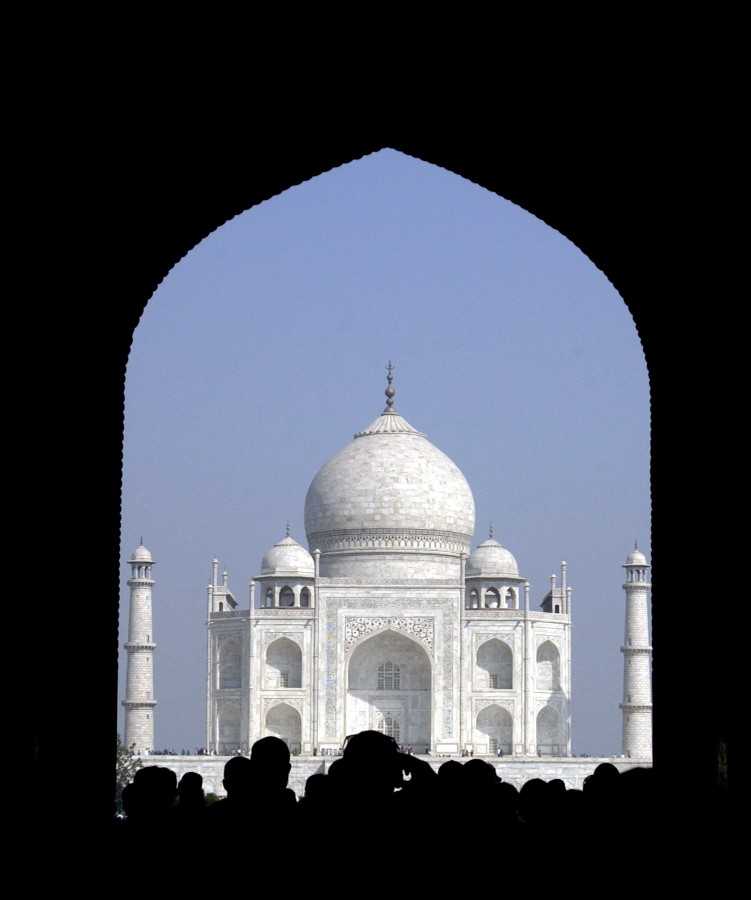
Das Taj Mahal wird zu den sieben Weltwundern der Moderne gezählt

Da Mausoleen nicht in der Bestattungskultur alle Kulturen und Völker üblich sind, sind diese ungleichmäßig verteilt und sind in manchen Regionen überhaupt nicht anzutreffen, während sie andernorts eine häufige Form des Grabmals sind.
Zu den wohl berühmtesten Mausoleen, die den Status eines Weltwunders erlangten, und bis heute Weltkulturerbe zählen das Mausoleum von Halikarnassos (Türkei) in sowie die Pyramiden von Gizeh (Ägypten), die beide zu den sieben Weltwundern der Antike gezählt wurden, sowie das indische Taj Mahal, welches als eins der modernen sieben Weltwundern gilt.

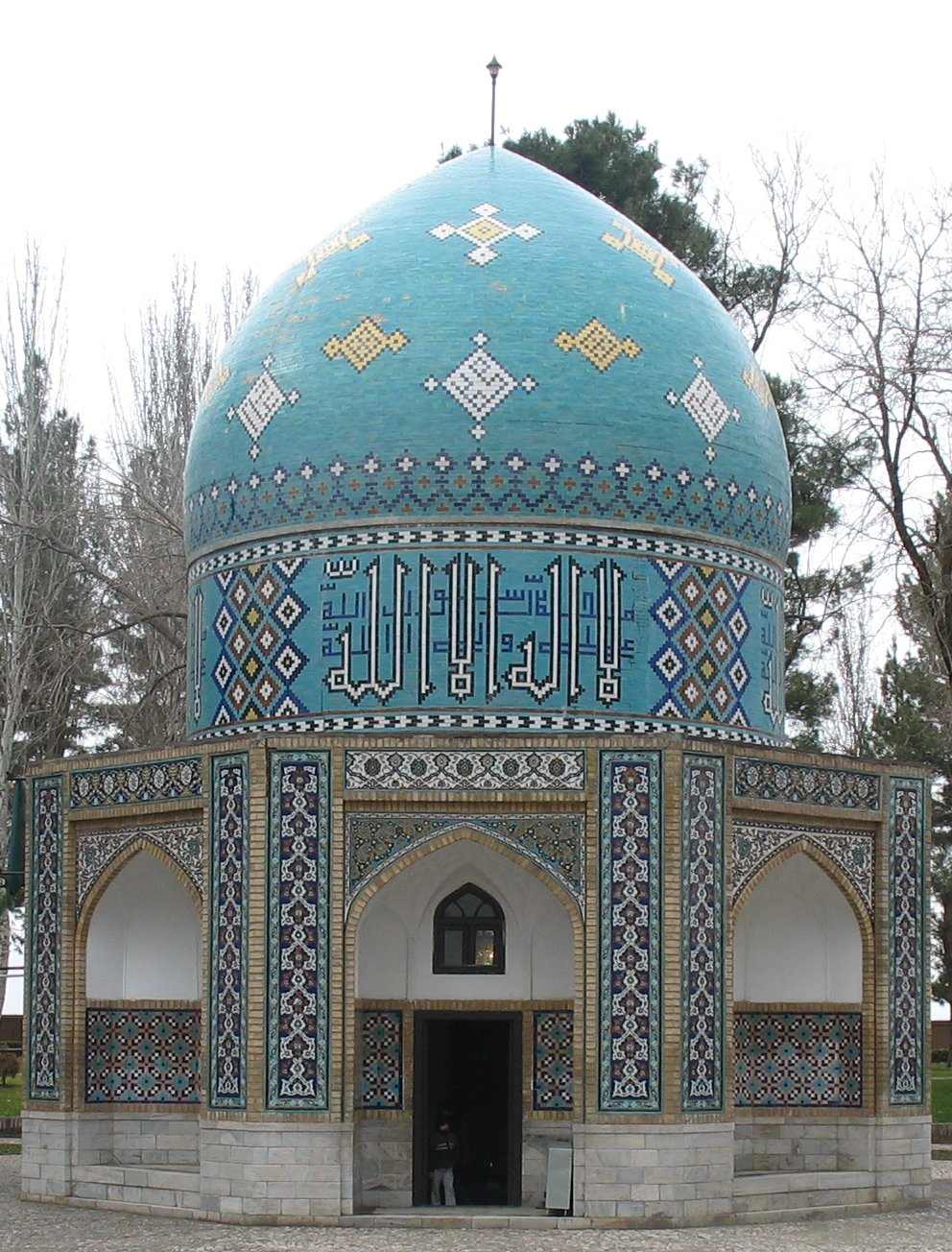
Mausoleum von Fariduddin Attar in Nischapur

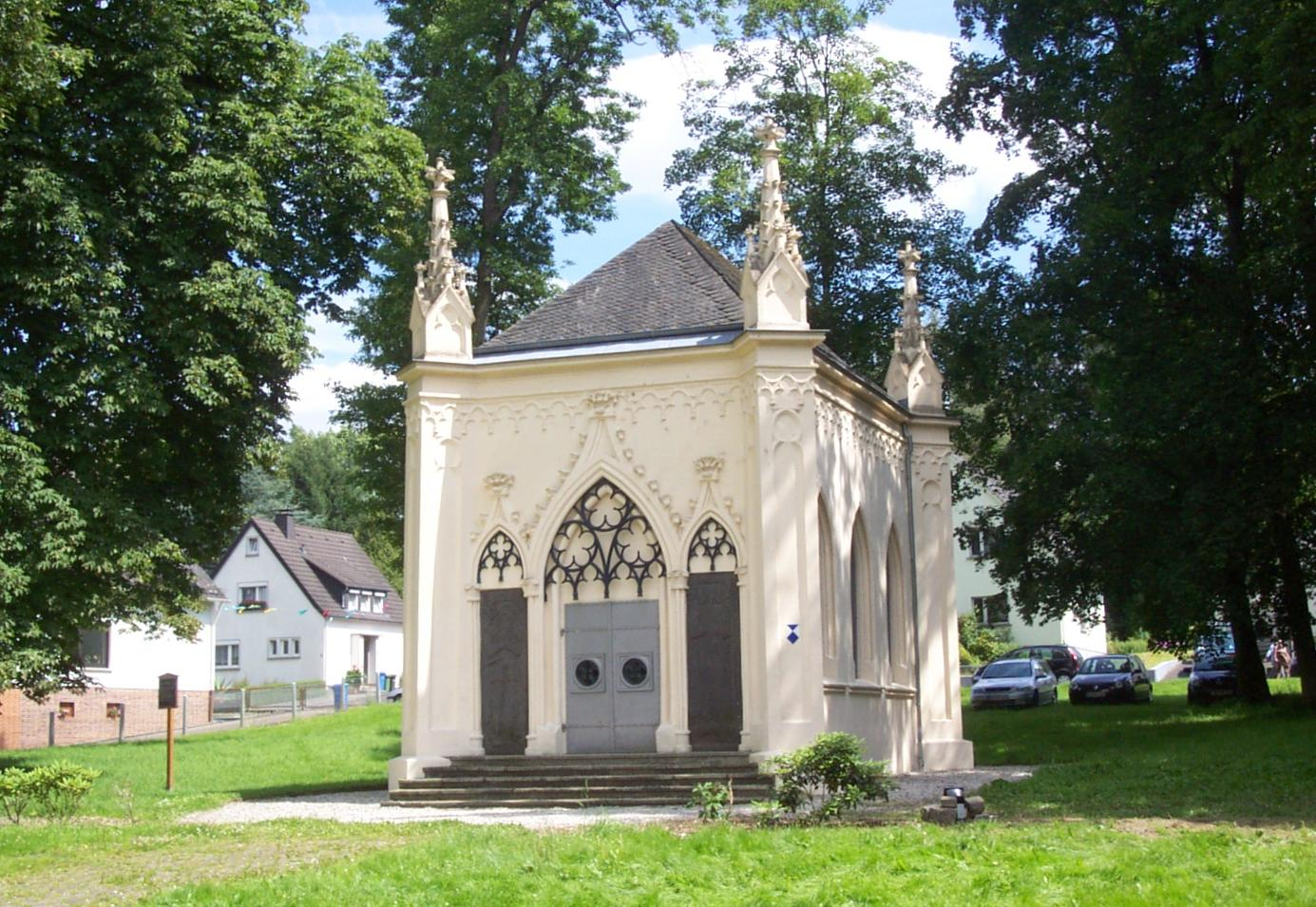
Mausoleum in Dierdorf

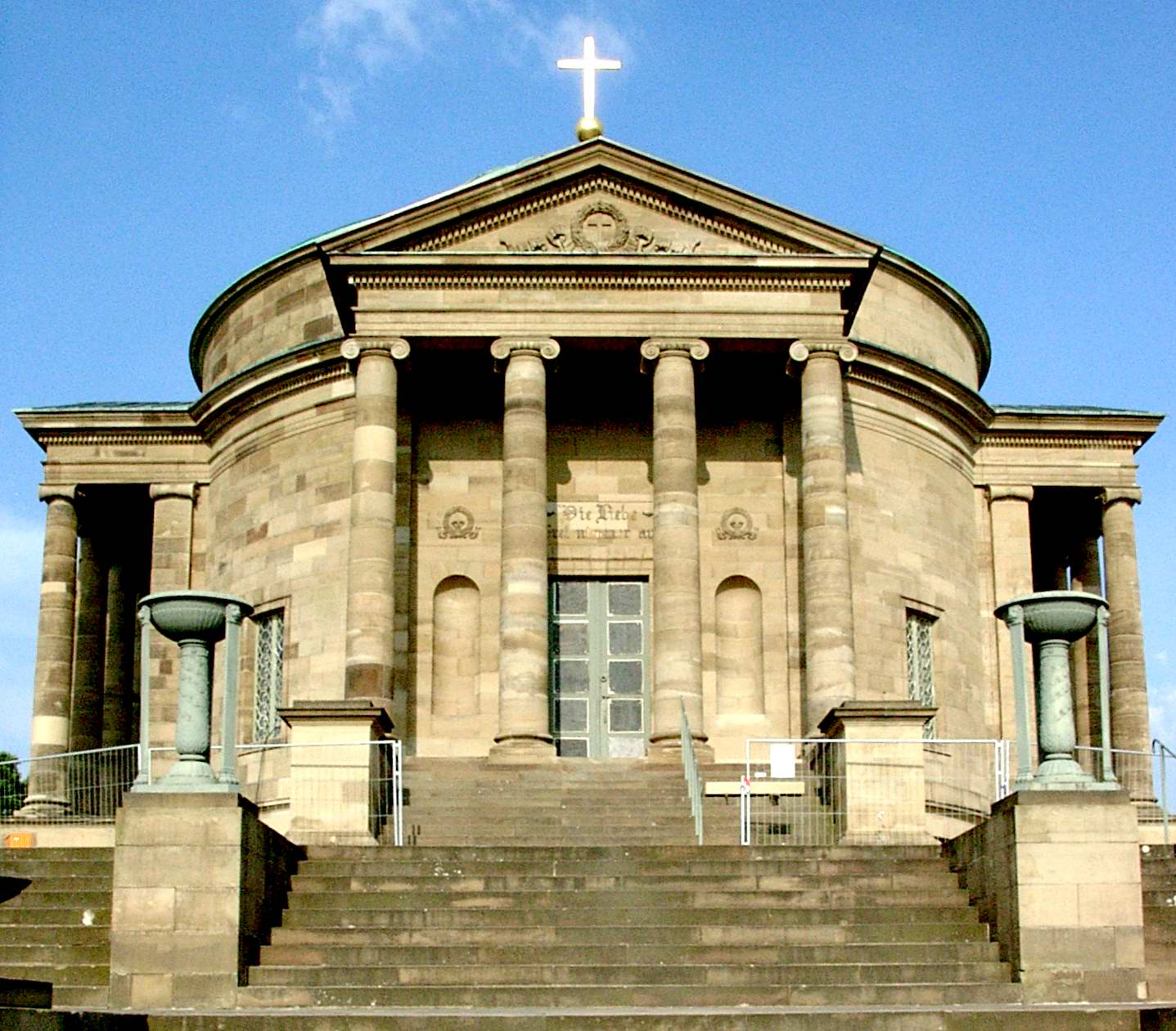
Die Grabkapelle auf dem Württemberg in Stuttgart-Rotenberg

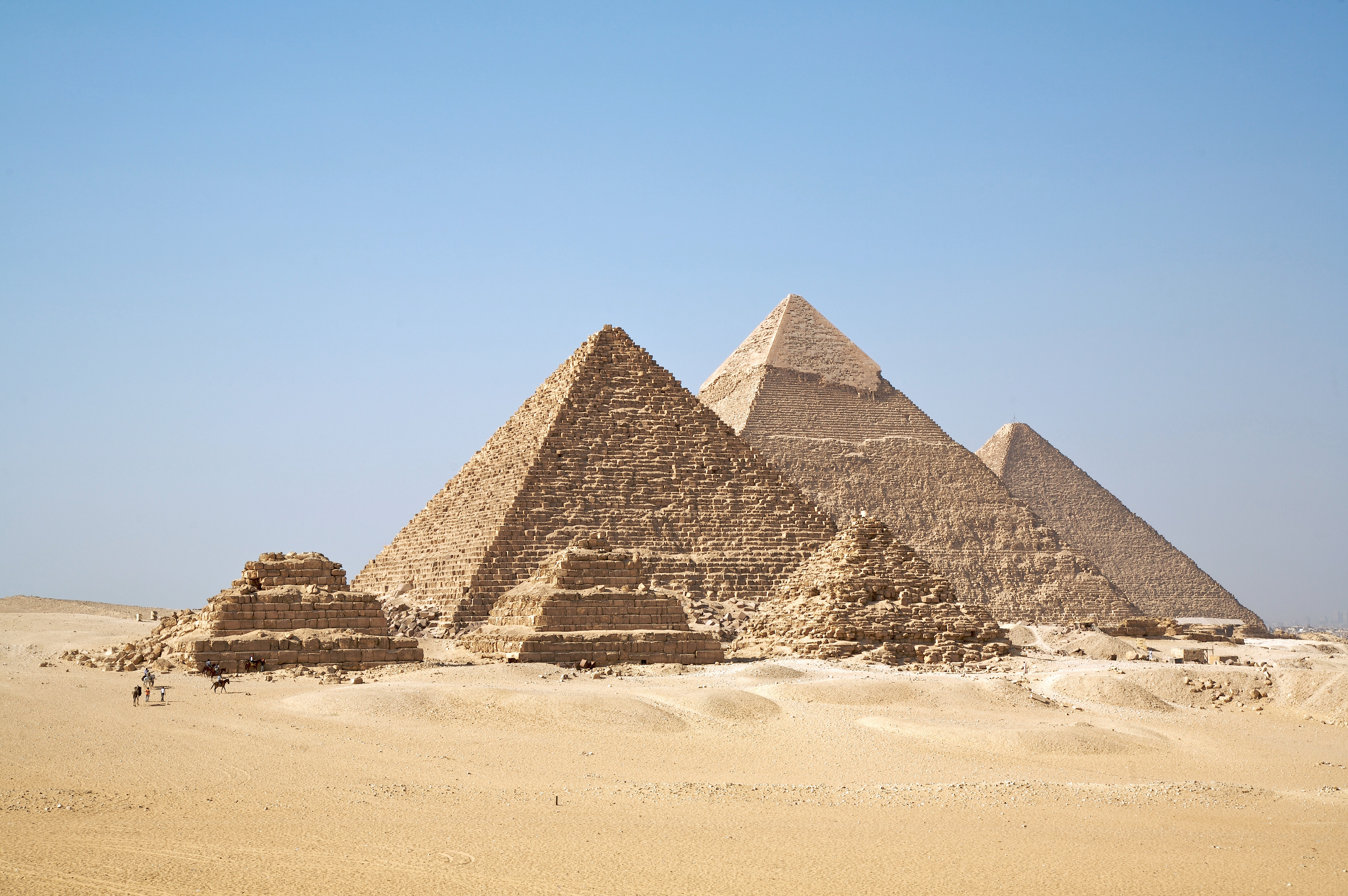
Die Grabkultur der alten Ägypter wurde mit relativ viel Aufwand betrieben.

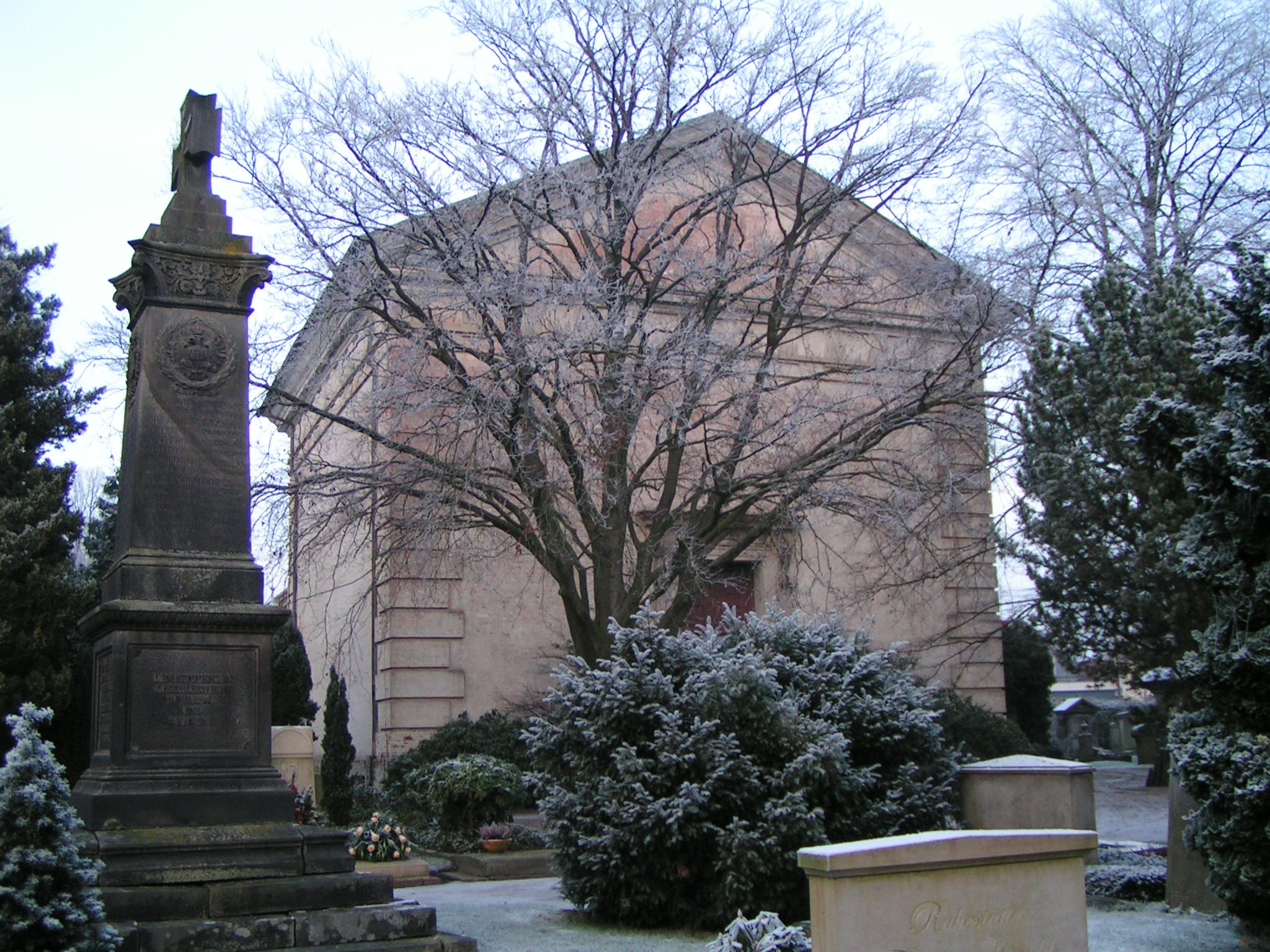
Mausoleum der Großherzöge von Oldenburg in Oldenburg

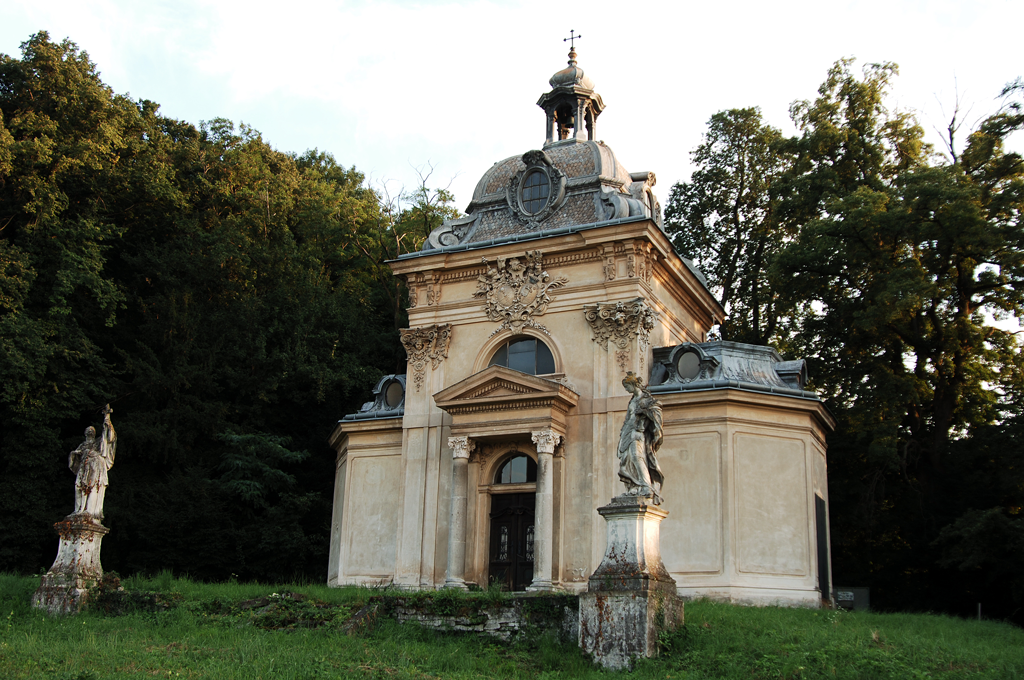
Mausoleum der Goldburg in Murstetten

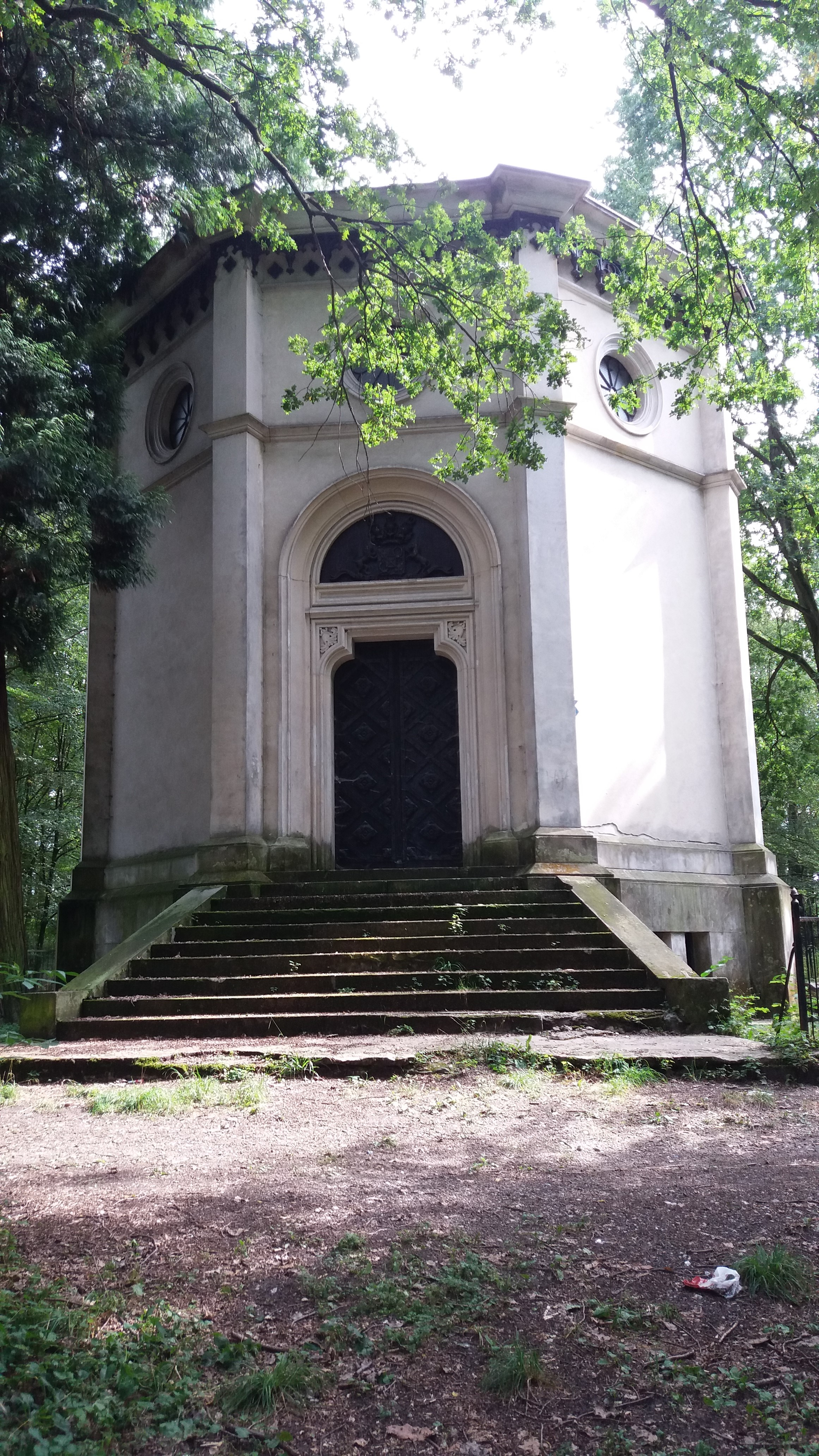
Mausoleum der Grafen Yorck von Wartenburg im Schlosspark von Klein Oels

### Asien

#### Aserbaidschan
- Mammadbajli-Mausoleum in Zəngilan
- Imamzadeh in Gəncə (aserbaidschanisch İmamzadə türbəsi), Moschee und Mausoleum von Imam Ibrahim, dem Sohn des fünften Imams der Schiiten, Muhammad al-Bāqir

#### China
- Mausoleum des ersten Kaisers von China, Qin Shihuangdi, in Xi’an mit seiner Terrakottaarmee (UNESCO-Weltkulturerbe)
- Mausoleum von Mao Zedong in Peking
- Sun-Yat-sen-Mausoleum in Nanjing
- Mausoleum von Dschingis Khan in Ordos

Taiwan
- Mausoleum von Chiang Kai-shek und Chiang Ching-kuo in Daxi, Taoyuan
- Nationale Chiang-Kai-shek-Gedächtnishalle in Taipei

#### Indien
- Humayun-Mausoleum in Delhi (UNESCO-Weltkulturerbe)
- Akbar-Mausoleum in Sikandra
- Itimad-ud-Daula-Mausoleum in Agra
- Taj Mahal (UNESCO-Weltkulturerbe) in Agra[23]
- Bibi-Ka-Maqbara in Aurangabad
- Safdarjung-Mausoleum in Delhi
- Gol Gumbaz, Mausoleum des Sultans Mohammed Adil Schah, in Bijapur (Vijayapura)
- Dargah Nizamuddin, Grab des Gründers des Chisti Nizami-Ordens in Delhi
- Laila Majnu Ki Mazar, bei Anupgarh, Rajasthan. Lokale Legenden erzählen, dass Laila und Majnun dort starben.
- Mausoleum von Fakhruddin Shaheed in Galiakot, Rajasthan

#### Irak
- Imam-Husain-Schrein in Kerbela
- Sardāb von Kalif al-Mahdi (≈ 775–785) in Samarra. Der goldene Dom wurde von Nāser ad-Din Schāh gestiftet und 1905 vollendet von Mozaffar ad-Din Schah.[25] Das eigentliche Grab liegt in der Al-Askari Moschee und ist einer der wichtigsten Schreine der Schia. Die Moschee wurde im Februar 2006 schwer beschädigt.[26]

#### Iran
- Mausoleum von Fariduddin Attar in Nischapur
- Mausoleum für den König Kabus in der Provinz Golestan
- Charaghan-Zwillingsgrabtürme, in der Provinz Qazvin
- Grabmal der Poeten, in der Provinz Täbris
- Imam-Reza-Schrein, in Maschhad, Razavi-Chorasan zieht jedes Jahr 11 Millionen Gläubige an
- Schrein der Prinzessin Shahrbanu, südlich von Teheran, ist ausschließlich für Frauen offen. Shahrbanu war Tochter von Yazdegerd III., dem letzten Sassanidenherrscher. Sie heiratete Imam al-Husain ibn ʿAlī und ist die Mutter des vierten Imam, Ali ibn al-Husayn.[27]
- Mausoleum für Avicenna in Hamadan[28]

#### Pakistan
- Mazar-E-Quaid für den Staatsgründer Mohammed Ali Jinnah in Karachi/Pakistan
- Schrein von Abdol-Ghazi Sahab in Karatschi, ein Verwandter von Dschaʿfar as-Sādiq, dem sechsten Imam. Er war vor den Abbasiden in Baghdad nach Sindh geflohen.[29] Einer der wenigen Schreine die zugleich von Schias und Sunnis verehrt werden.
- Jahangir-Mausoleum bei Lahore / Pakistan
- Bibi Pak Daman, der Schrein gilt als Grabstätte von sechs Damen aus dem Hause des Propheten. Der Sufi-Meister Hudschwīrī meditierte dort einige Zeit.[30]
- Data Darbar (Schrein von Data Ganj Baksh), bei Bhati Gate, in Lahore.
- Mazar von Sultan Bahu (سُلطان باہُو), dem Gründer des Sarwari Qadri-Ordens in Garh Maharaja, in Lahore

#### Syrien
- Schrein Zainab bint Alis, der Schrein von Zainab bint Ali in Damaskus.[31] Im September 2008 explodierte eine Autobombe vor der Moschee, wobei 17 Personen getötet wurden.

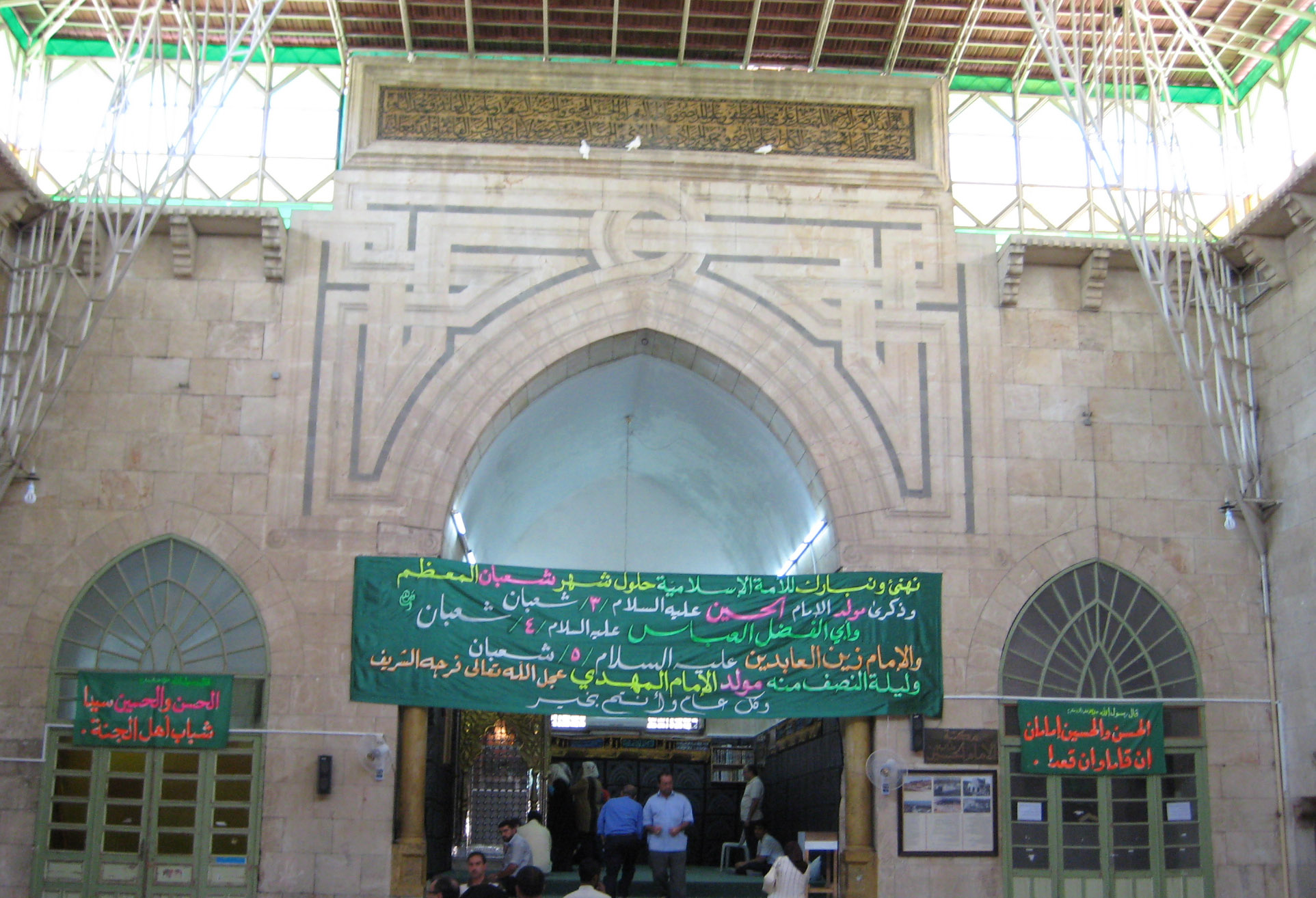
Mashhad al-Husayn in Aleppo

- Mashhad al-Husayn (Maschhad Al-Nuqtah), Aleppo, aus der Zeit der Ayyubiden ist das wichtigste mittelalterliche Gebäude in Syrien.[32] Der Schreine des Blutes von al-Husain ibn ʿAlī wurde an einem Platz erbaut, der einem Hirten durch einen Heiligen angewiesen wurde, als er ihm im Traum erschien.[33] Das heutige Gebäude ist eine Rekonstruktion: das ursprüngliche Gebäude wurde 1918 durch eine Explosion schwer beschädigt und lag 40 Jahre lang in Trümmern.[34]

#### Türkei
- Mausoleum von Halikarnassos (Grab des Statthalters Maussolos von Karien) in Bodrum/Türkei, eins der Sieben Weltwunder der Antike und Namensgeber aller Mausoleen[24]
- Mevlânâ-Mausoleum von Dschalal ad-Din ar-Rumi in Konya
- Anıtkabir – Mausoleum Mustafa Kemal Atatürk (Mustafa Kemal Pascha), Grabstätte des Gründers der Republik Türkei

#### Turkestan
Afghanistan
- Chirqa Scharīfa (persisch خرقه شريفه, DMG ḫirqa šarīfa „Büßerhemd des Edlen“)[35] in Kandahar. Es enthält einen Mantel, den man Mohammed zuschreibt.
- Ali-Mausoleum in Masar-e Scharif, einer der mutmaßlichen Begräbnisplätze von Ali
- Mashad al-Juyushi, (auch: Mashad Badr al-Jamali, الجامع الجيوشى) ist eine Ausnahme. Die Moschee verfügt über eine Gebetshalle mit Kreuzgewölbe und eine Kuppel, die auf Trompen über der Mihrab thront.[36]
- Mashads von Sayyida Ruqayya, in Kairo, Fustāt-Friedhof
- Mashads von Yayha al-Shabib, Fustat-Friedhof[37]
- Aga Khan III Mausoleum in Assuan
- Abu Al Hassan El-Shazly Mausoleum in Sheikh Shazly (الشيخ الشاذلى) (auch: Ḥumaythirah, حميثرة)

Usbekistan
- Timur-Lenk-Mausoleum „Gur-e Amir“ in Samarkand

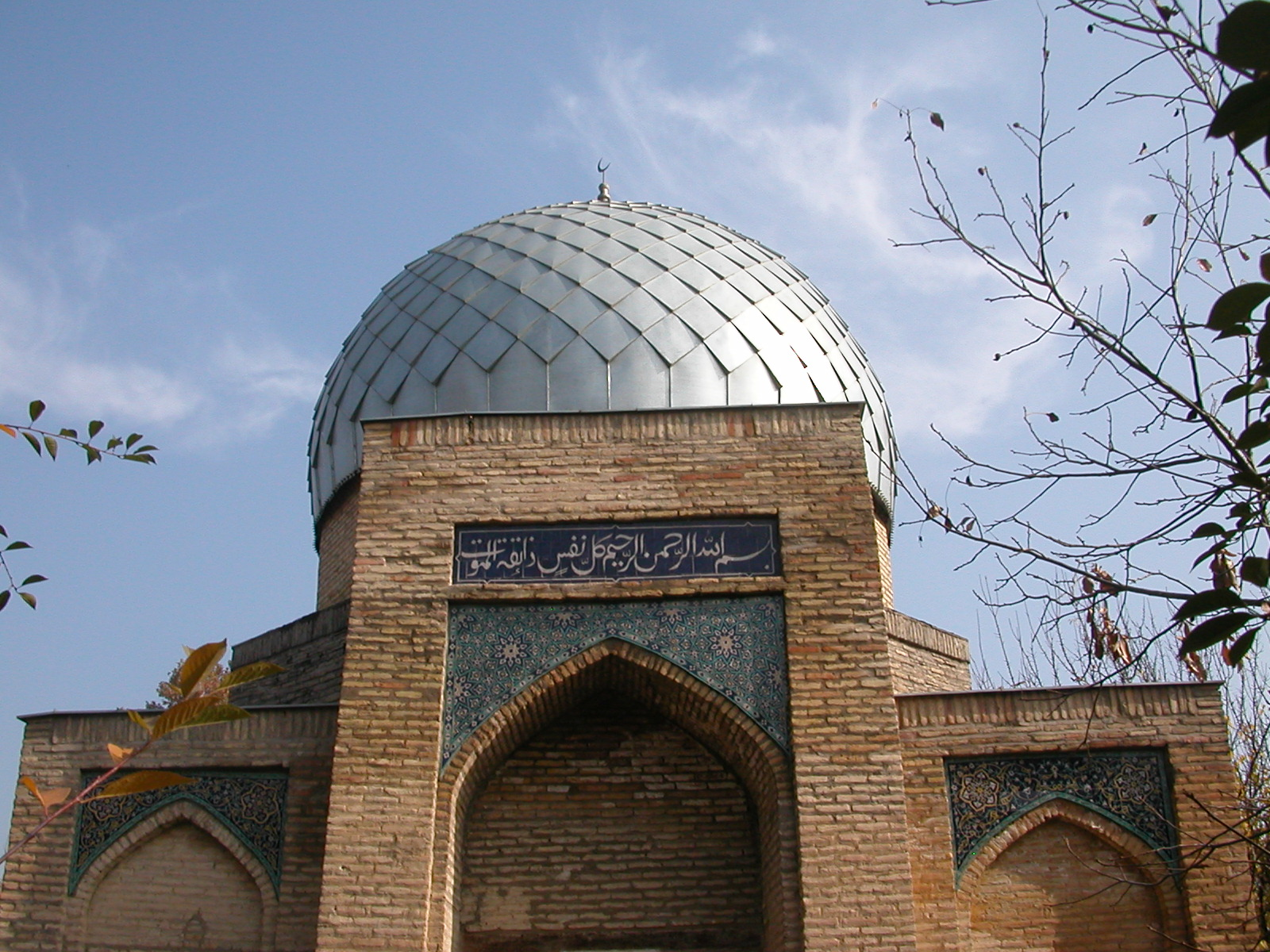
Mausoleum von Sheihantaur in Taschkent, Usbekistan

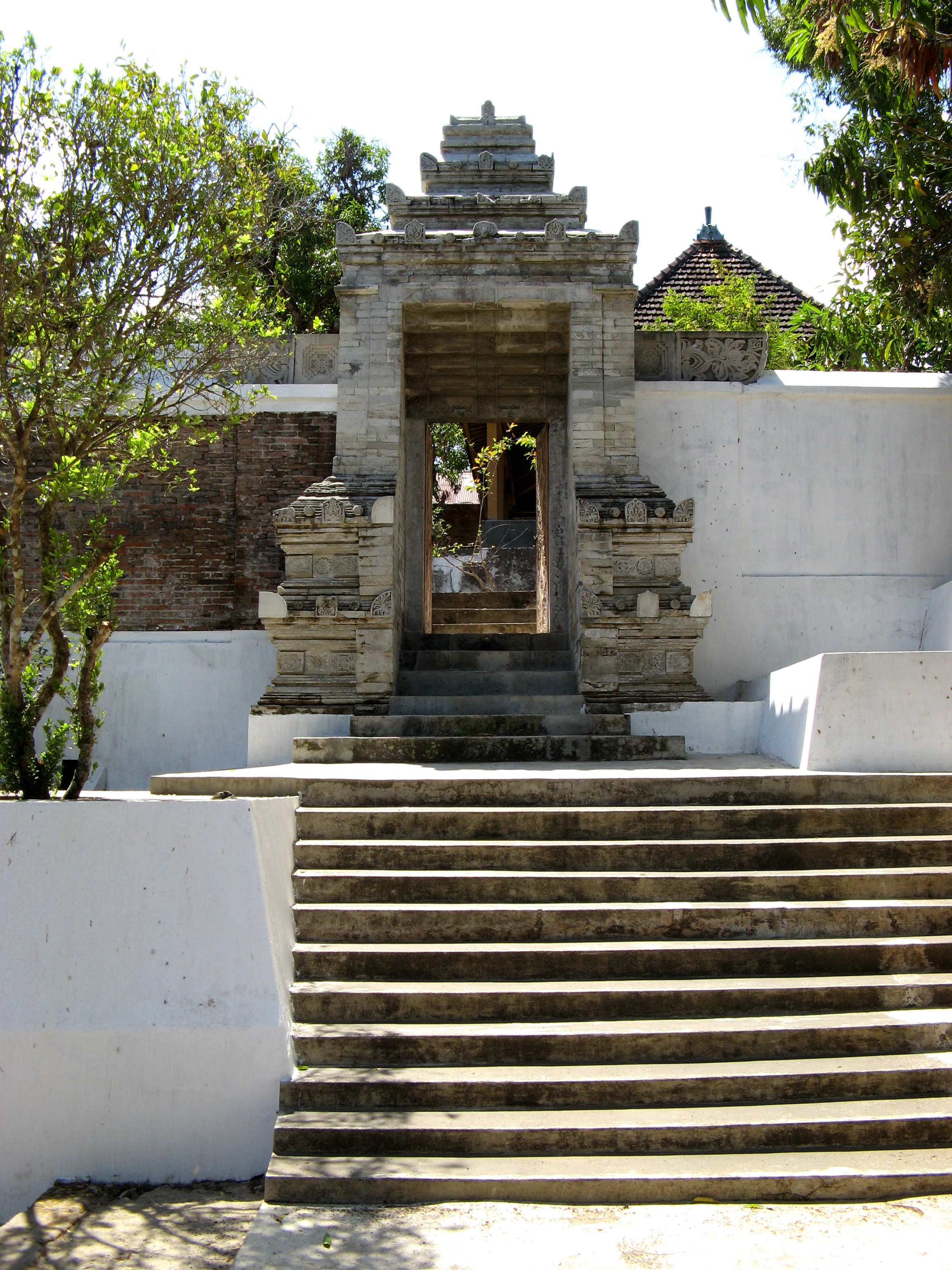
Imogiri-Mausoleum-Komplex der Sultane von Java, Indonesien

- Mausoleum von Sheihantaur in Taschkent
- Samaniden-Mausoleum: Mausoleum des Samaniden Ismaʿil (Ismail I., regierte als Schah von Persien 892–907) bei Buchara[38]

#### Weitere Länder in Asien
Indonesien
- Imogiri auf Java, Mausoleum der Sultane von Mataram, Yogyakarta und Surakarta

Kasachstan
- Mausoleum von Chodscha Ahmed Yesevi in Türkistan/Kasachstan (UNESCO-Weltkulturerbe)

Kirgisistan
- Manas Ordo-Mausoleum des Manas in Talas

Korea
- Kim-Il-Sung-Mausoleum im umgebauten Kumsusan-Palast in Pjöngjang

Mongolei
- Mausoleum Damdin Süchbaatars und Chorloogiin Tschoibalsans in Ulaanbaatar, 2005 wurden beide Leichen exhumiert, verbrannt und in Altan-Ölgii beigesetzt.

Vietnam
- Ho-Chi-Minh-Mausoleum in Hanoi am Ba Dinh Platz

### Amerika

#### Kuba
- Che-Guevara-Mausoleum in Santa Clara / Kuba

#### Jamaika
- Bob-Marley-Mausoleum in Nine Miles / Jamaika

#### USA
- Neptune Memorial Reef, Unterwassermausoleeum, Key Biscayne, Florida
- „Grant’s Tomb“ in New York City / USA (größtes Mausoleum in Nordamerika)

#### Weitere Mausoleen in Amerika
- Chullpas, Grabtürme aus der Inkazeit und davor in Südamerika

### Afrika
In Afrika sind die Pharaonengräber im Tal der Könige bei Luxor, aber vor allem die zu den sieben Weltwundern der Antike zählenden Pyramiden von Gizeh zu nennen, die zugleich auch zu den ältesten Mausoleen der Welt zu rechnen sind. Weitere Pyramiden-Grabstätten finden sich in Meroe in Nubien.

#### Ägypten
Im Kairo stammen die Schreine aus der Zeit der Fatimiden, meist handelt es sich um einfache, rechteckige Strukturen mit einer Kuppel. Einige der Mausoleen bei Assuan waren komplexer und verfügten über Seitenräume. Die meisten sind jedoch zerstört oder gänzlich umgebaut.
- Mausoleum des Pharao Cheops
- Mausoleum des Pharao Chephren
- Mausoleum des Königs Djoser
- Mausoleum des Pharao Tutanchamun
- Mausoleum des Pharao Mykerinos

#### Maghreb-Zone
- Mausoleum des Präsidenten Habib Bourguiba in Monastir
- Mausoleum des Königs Mohammed V. in Rabat

### Europa

#### Bulgarien
- Georgi-Dimitrow-Mausoleum in Sofia. Nach 1990 wurde Georgi Dimitrow auf dem Zentralfriedhof von Sofia beerdigt. Das Mausoleum wurde 1999 gesprengt.

#### Deutschland

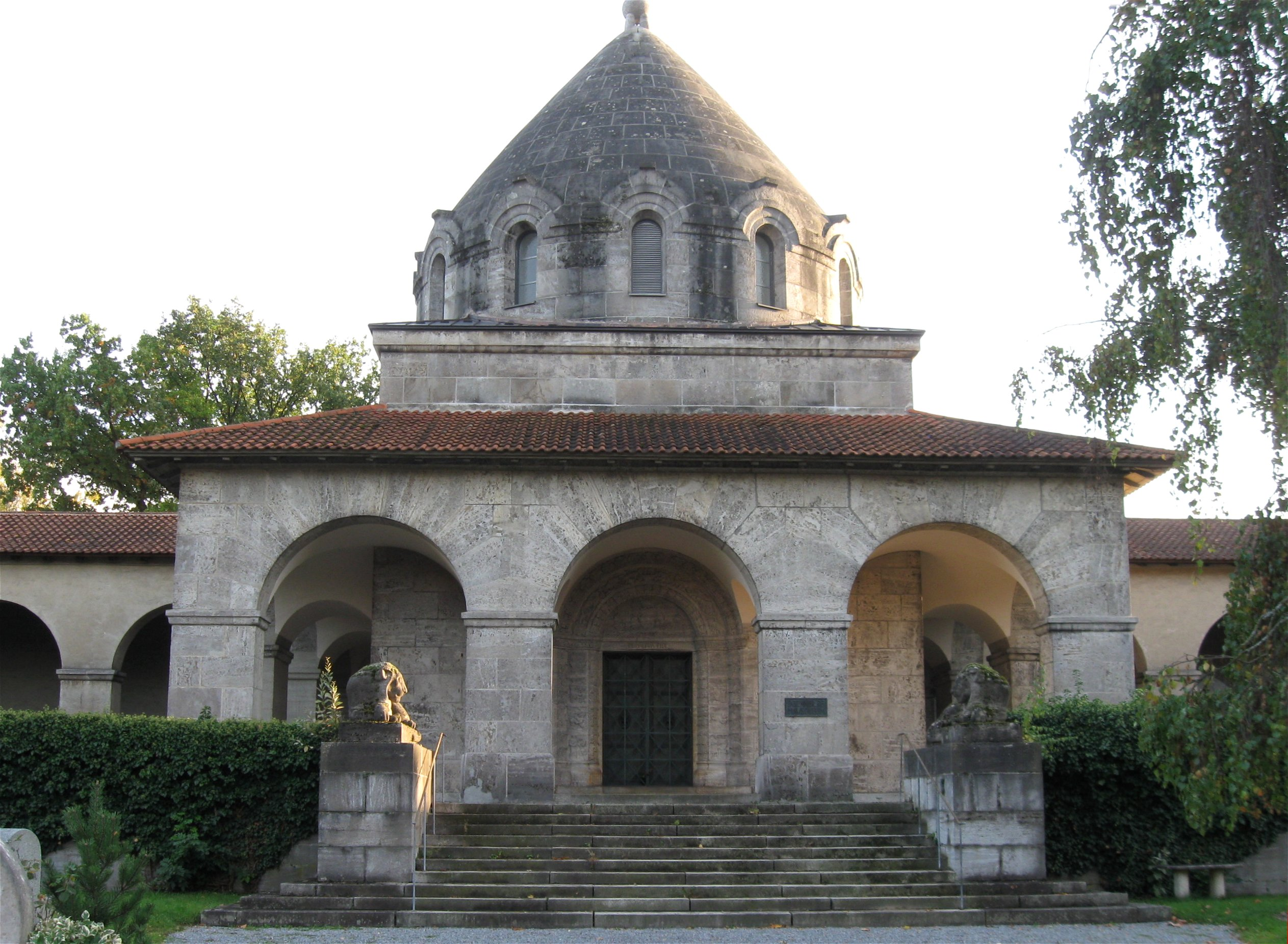
Dörnberg Mausoleum,
Ev. Zentralfriedhof Regensburg

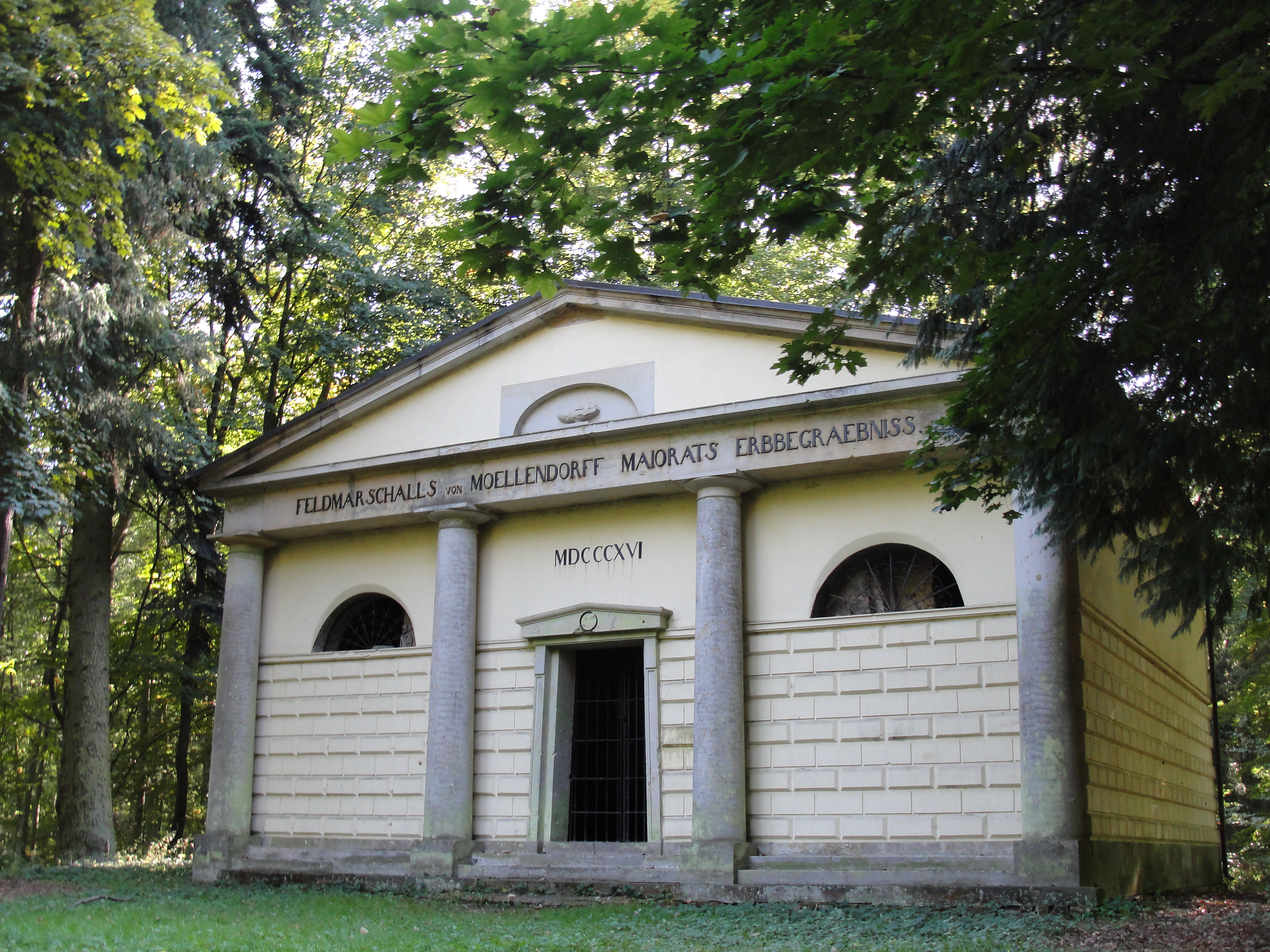
Mausoleum im Schlosspark Gadow

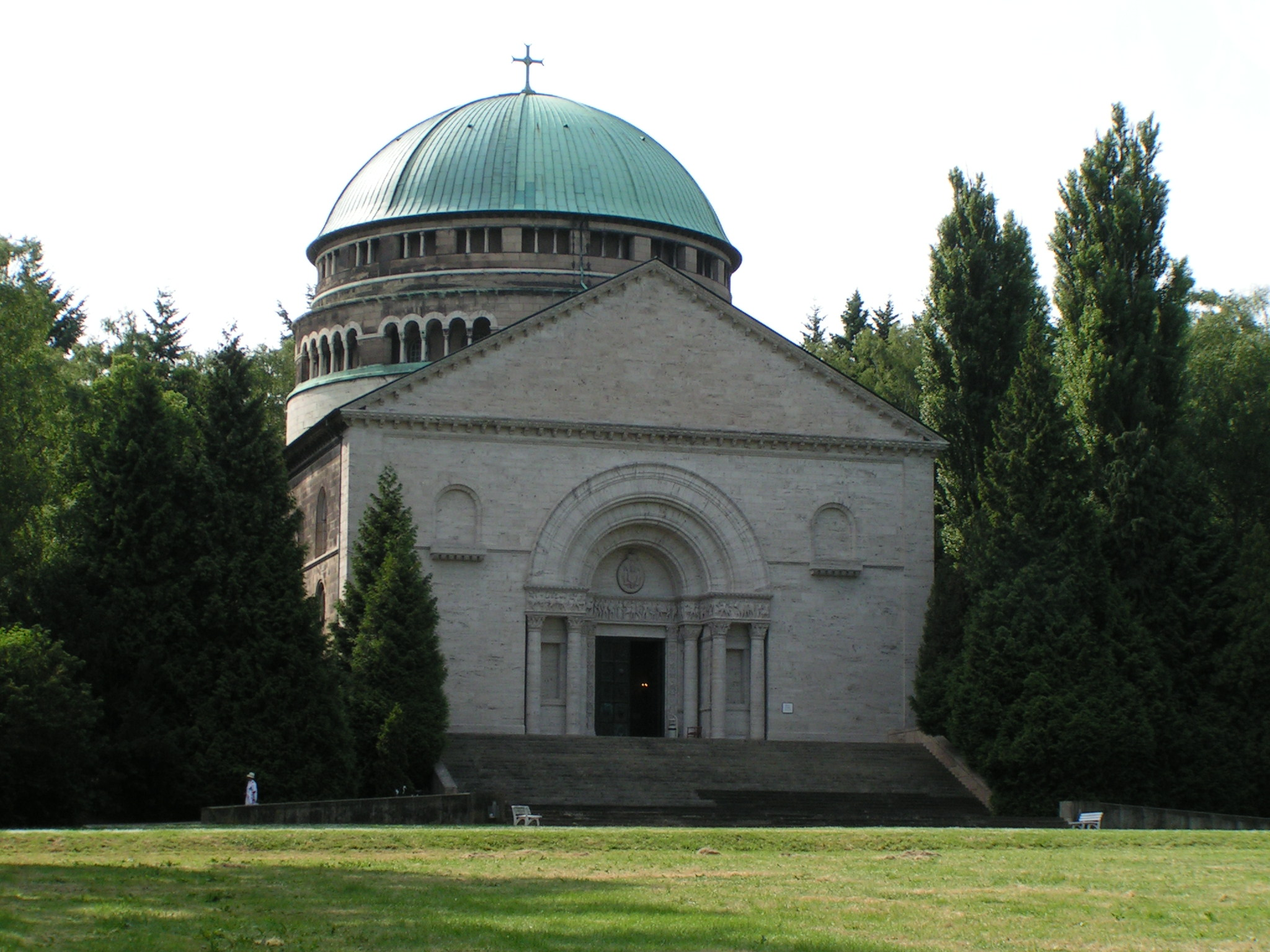
Mausoleum Bückeburg im Schlosspark

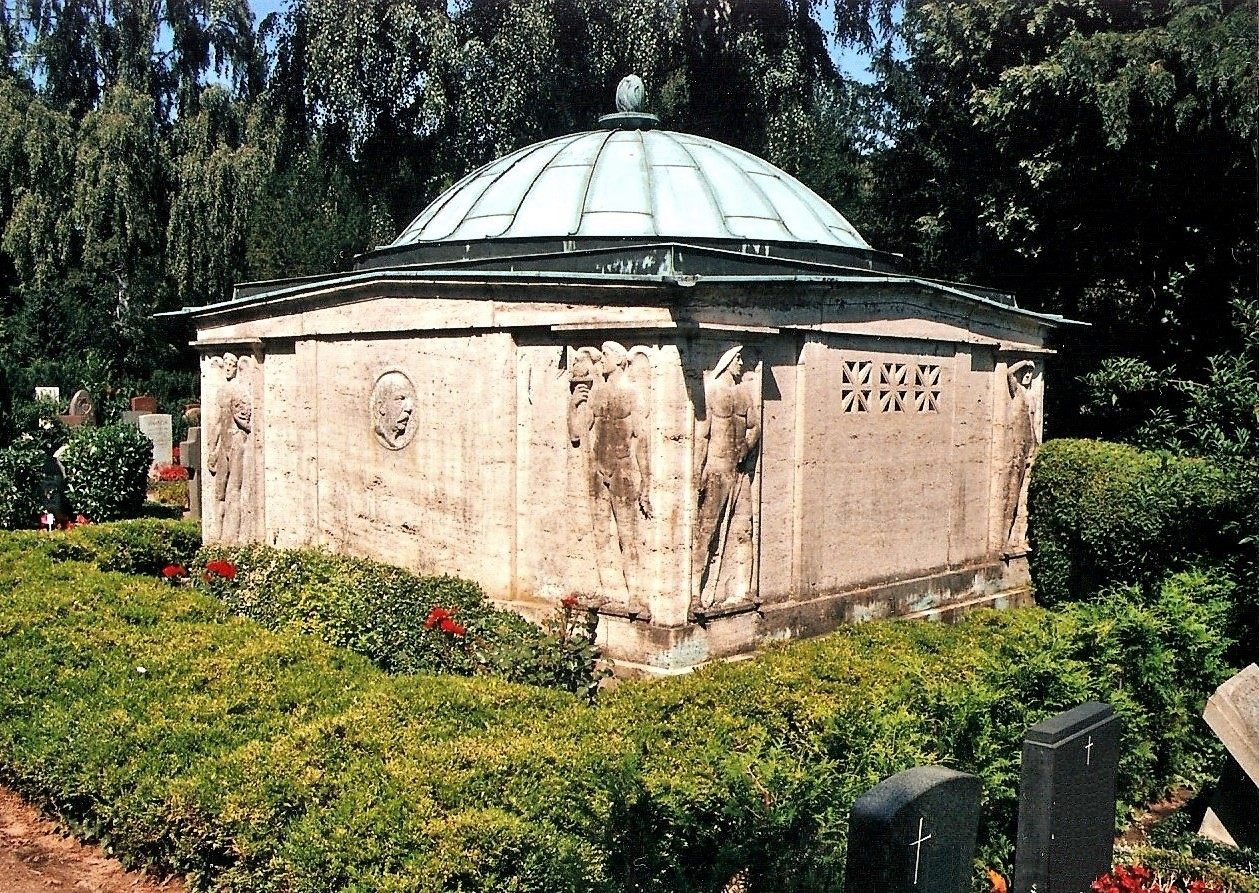
Mausoleum für den Unternehmer und Mäzen Emil Possehl auf dem Burgtorfriedhof in Lübeck

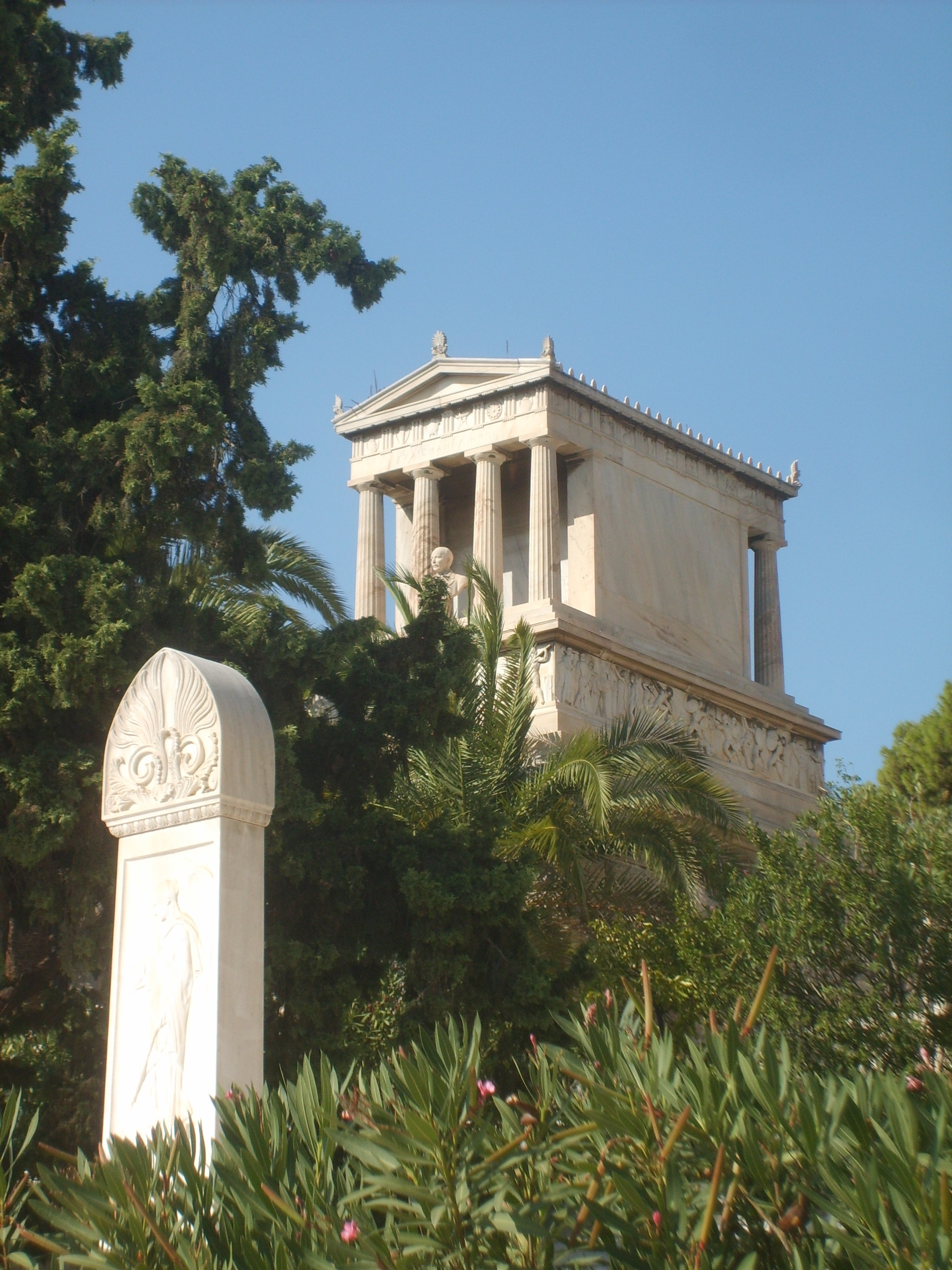
Schliemann-Mausoleum in Athen

- Mausoleum im Schlosspark Gadow für Generalfeldmarschall Wichard Joachim Heinrich von Moellendorff (1724–1816)
- Fürstliche Gruftkapelle in Anholt
- Mausoleum der ostfriesischen Adelsfamilie Cirksena in Aurich, Ostfriesland
- Stourdza-Kapelle – Rumänisch-Orthodoxe Grabkapelle in Baden-Baden
- Mausoleum im Schlosspark Charlottenburg in Berlin, erbaut für Königin Luise
- Arnim-Begräbnisstätte im Park von Schloss Boitzenburg
- Mausoleum der Familie Mertés in Bad Breisig
- Mausoleum im Schlosspark Bückeburg der Fürsten zu Schaumburg-Lippe
- Herzogliches Mausoleum in Coburg
- Altes Mausoleum im Park Rosenhöhe in Darmstadt
- Neues Mausoleum im Park Rosenhöhe in Darmstadt
- Grabmal von Herff im Park Rosenhöhe in Darmstadt
- Pyramidenförmiges Mausoleum von Ernst zu Münster bei Schloss Derneburg
- Mausoleum der Herzöge von Anhalt in Dessau
- Mausoleum am Büchenberg für das Haus Lippe in Detmold
- Mausoleum der Fürsten zu Wied-Runkel in Dierdorf, Westerwald
- Familiengruft Peill in Düren
- Mausoleum des Hauses Pfalz-Neuburg in Düsseldorf
- Grab-Pyramide im Landschaftspark Schloss Hämelschenburg in Emmerthal
- Stollwerck-Mausoleum in Feldkirchen-Westerham, Oberbayern
- Bismarck-Mausoleum in Friedrichsruh
- Kanitz-Kyawsche Gruft in Hainewalde
- Welfenmausoleum im Berggarten von Hannover
- Grabkapelle der Großherzoglich-Badischen Familie im Fasanengarten in Karlsruhe
- Mausoleum der Familie Selve in Lüdenscheid
- Helenen-Paulownen-Mausoleum im Schlosspark von Ludwigslust
- Louisen-Mausoleum im Schlosspark von Ludwigslust
- Herzogliche Gruftkapelle im Englischen Garten von Meiningen
- Asseburg’sches Erbbegräbnis in Meisdorf
- Mausoleum Tenge in Oerlinghausen
- Mausoleum der Großherzöge von Oldenburg in Oldenburg
- Mausoleum von Carstanjen in Plittersdorf
- Kaiser-Friedrich-Mausoleum in Potsdam
- Goetzsches Mausoleum in Quedlinburg
- Opel-Mausoleum in Rüsselsheim
- Fürstliche Grabkapelle des Hauses Schwarzburg-Sondershausen in Sondershausen
- Mausoleum der Fürsten zu Schaumburg-Lippe in Stadthagen
- Gruftkapelle der Freiherren von Gemmingen in Treschklingen
- Mausoleum der Familie Dannenfeldt auf dem Friedhof von Mönchow in Usedom
- Grabkapelle St. Benediktus der Familie von Boeselager in Voßwinkel
- Mausoleum Hermann Weil in Waibstadt
- Mausoleum Knoop in Walle
- Fürstengruft im Historischen Friedhof in Weimar

#### Frankreich
- Mausolée du Maréchal de Saxe in St. Thomas, Straßburg, erbaut für Hermann Moritz von Sachsen

#### Griechenland
- Mausoleum Heinrich Schliemann auf dem Ersten Athener Friedhof

#### Italien

##### Antike Mausoleen
- Cestius-Pyramide in Rom
- Engelsburg in Rom
- Mausoleum des Augustus in Rom
- Grabmal der Caecilia Metella an der Via Appia in Rom

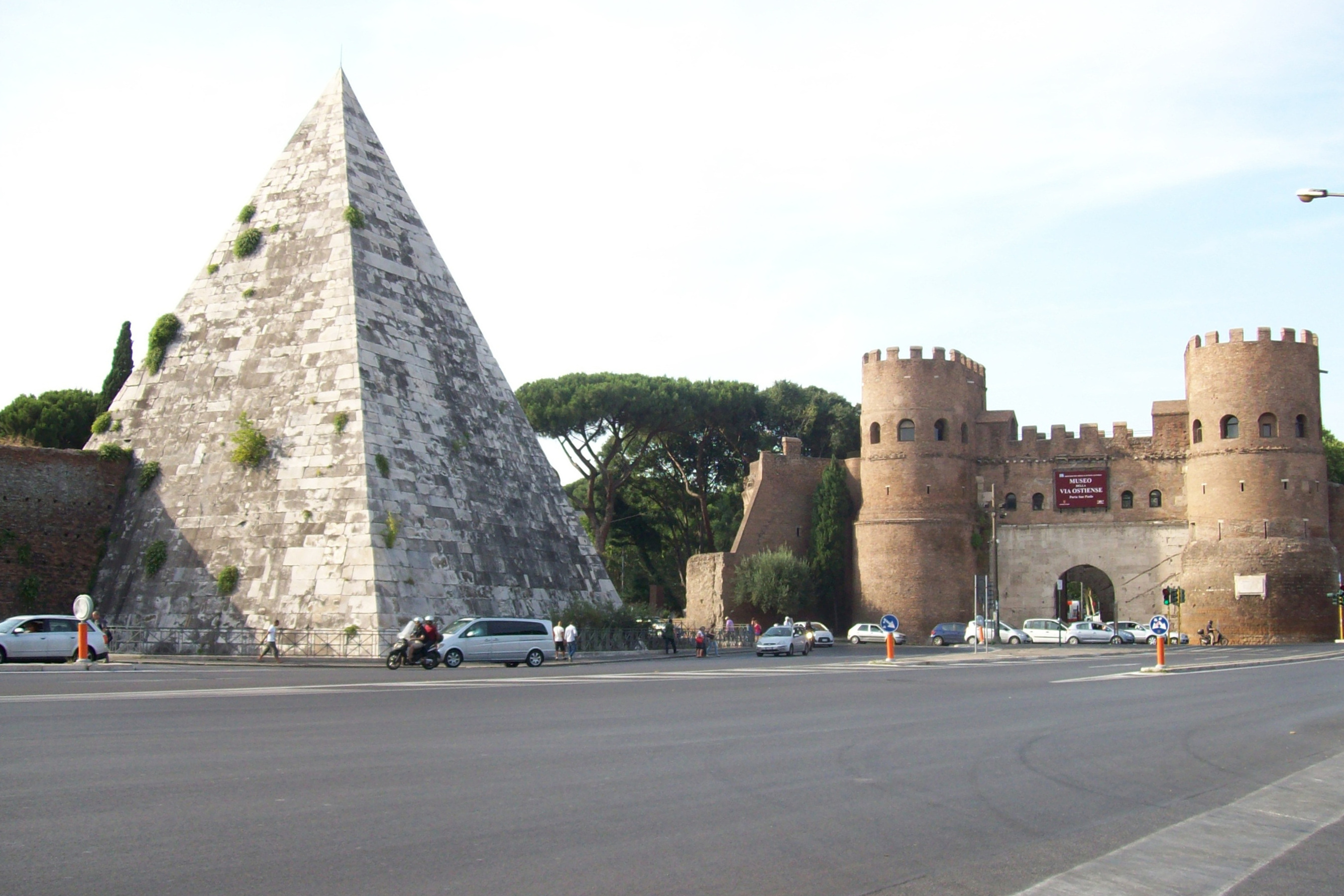
Pyramide des Caius Cestius, Rom
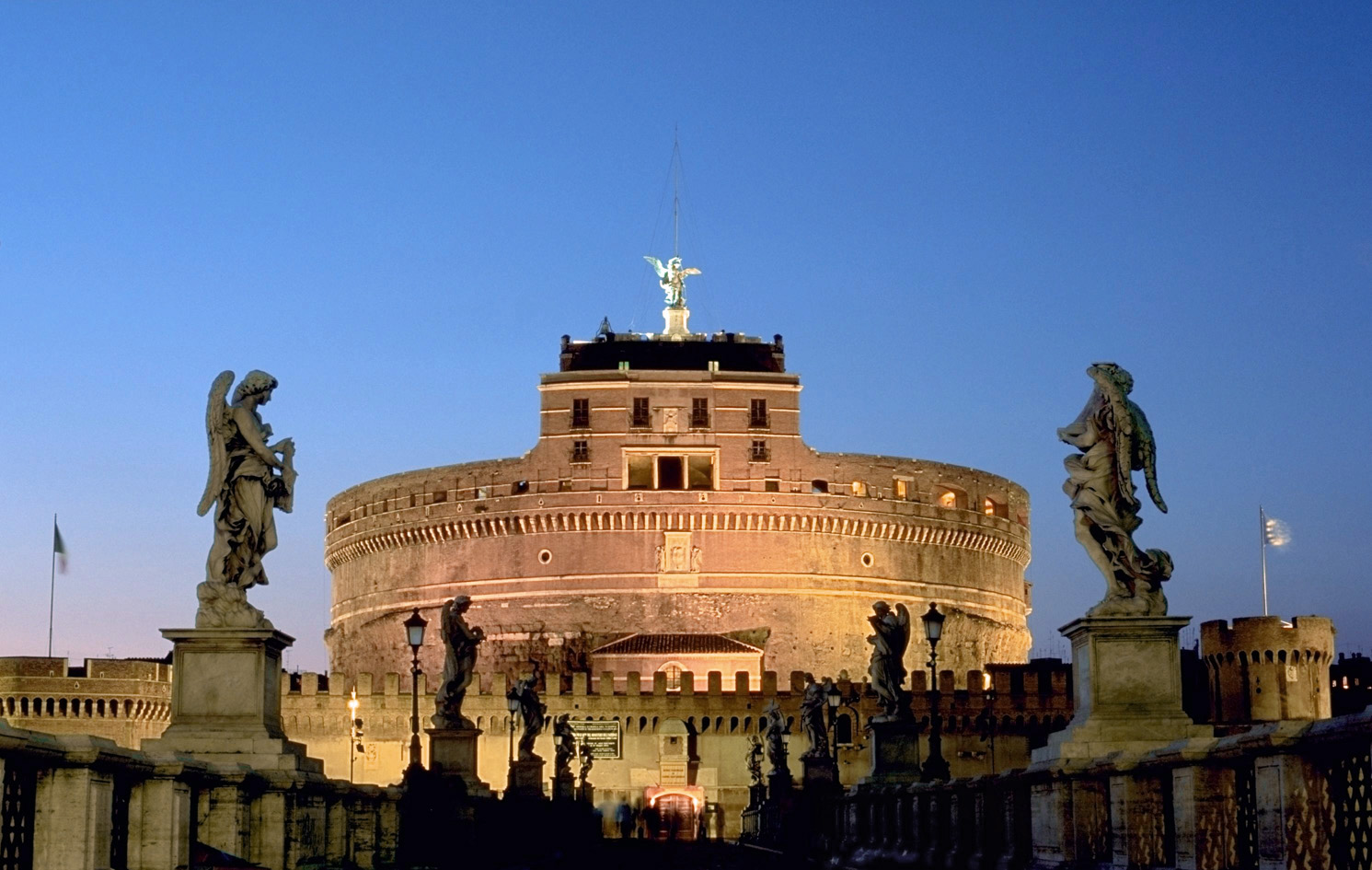
Mausoleum des Kaisers Hadrian, Rom
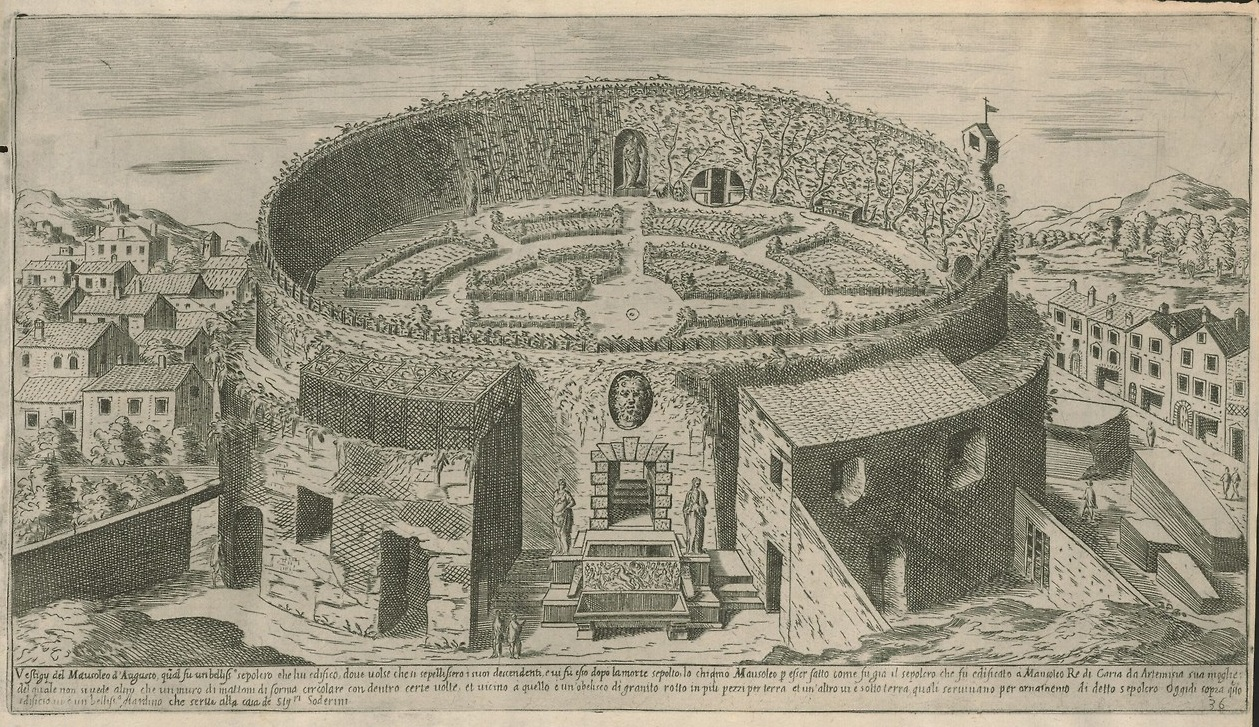
Mausoleum des Augustus, Rom (1600)
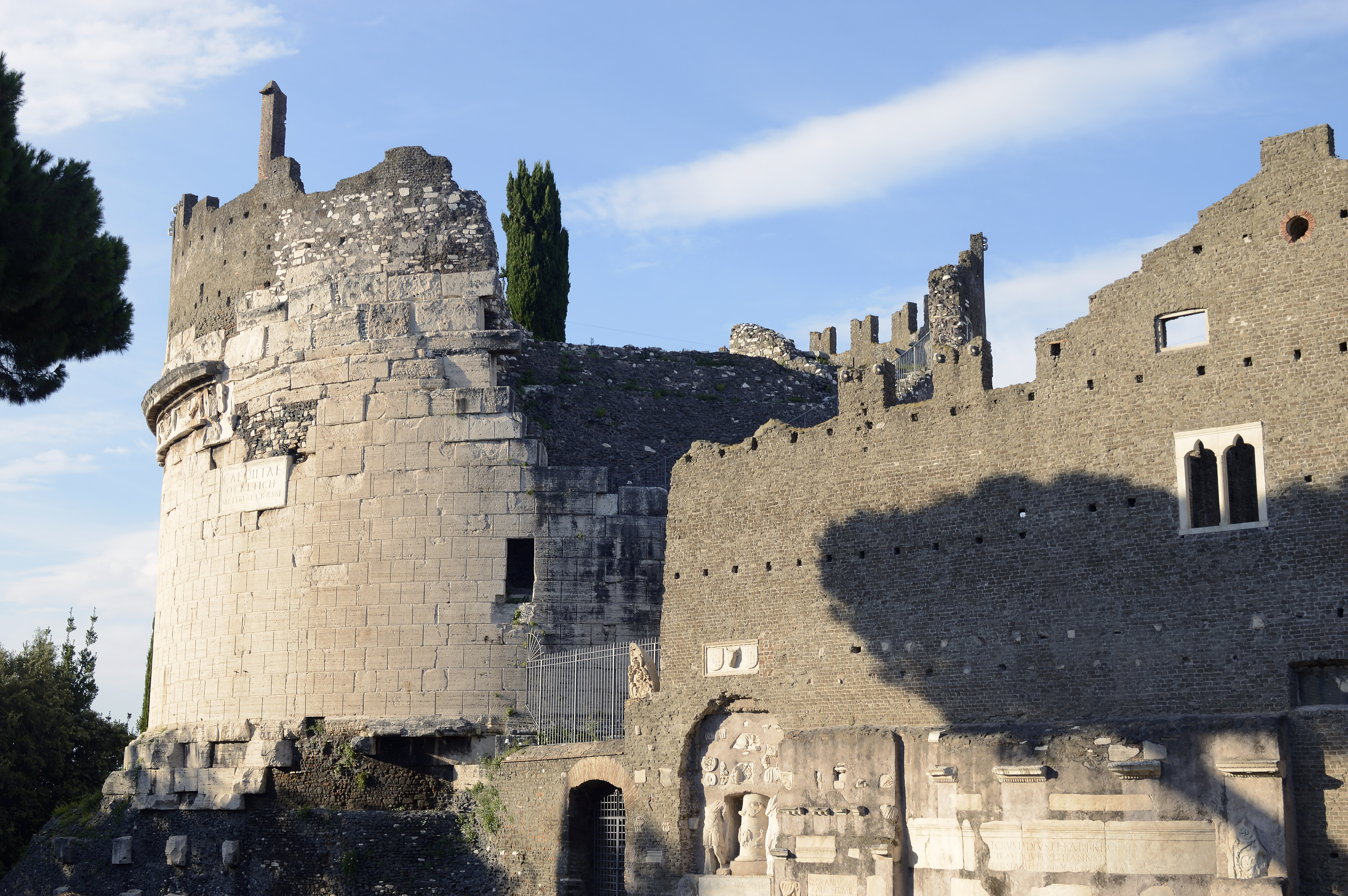
Mausoleum der Caecilia Metella an der Via Appia, Rom
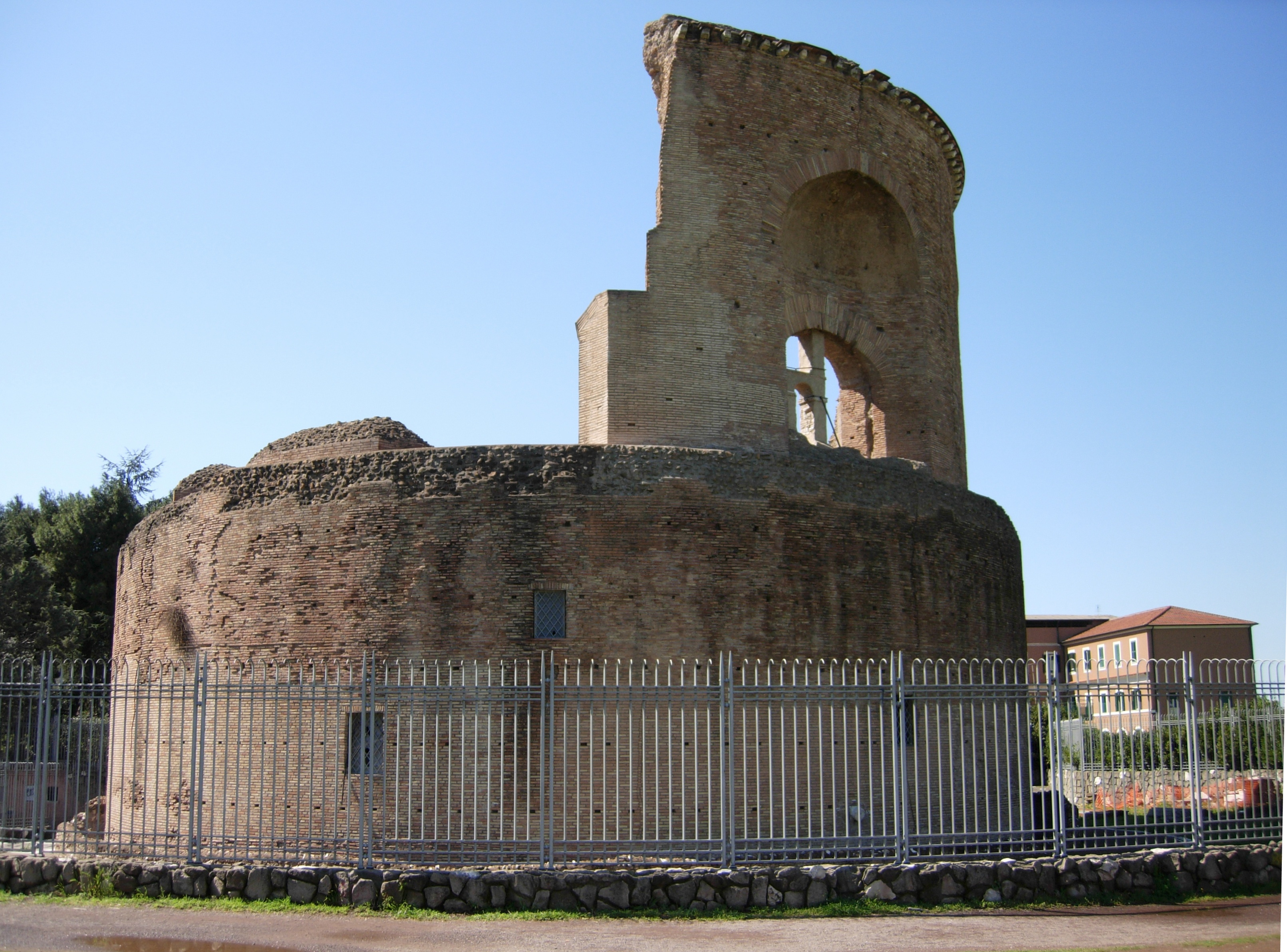
Helena-Mausoleum, Rom
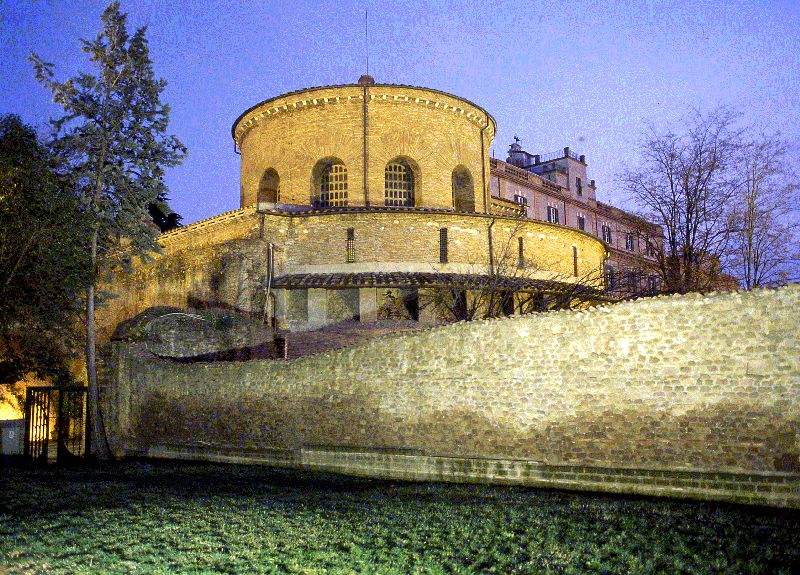
Constantina-Mausoleum, Rom
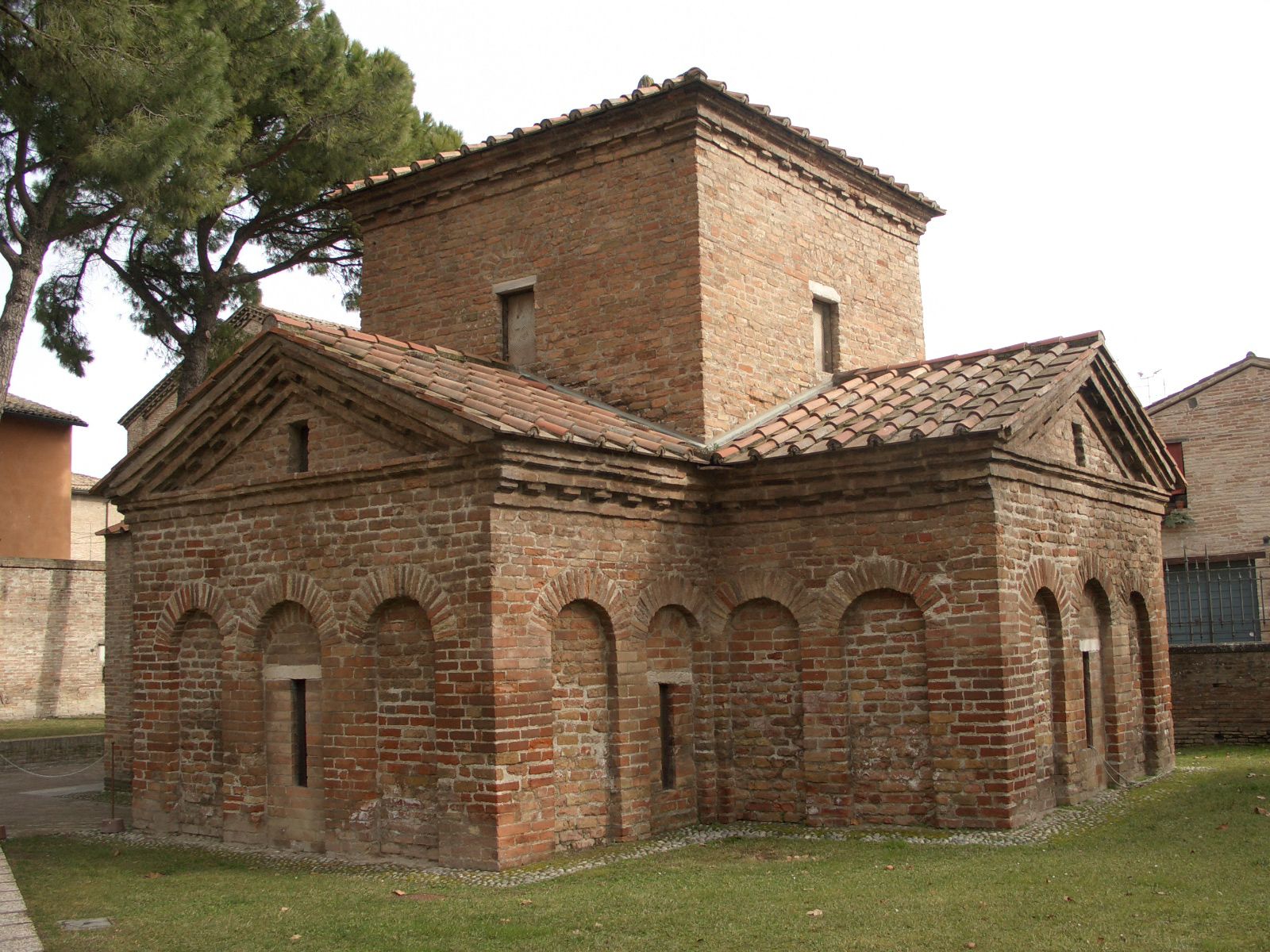
Mausoleum der Galla Placidia, Ravenna
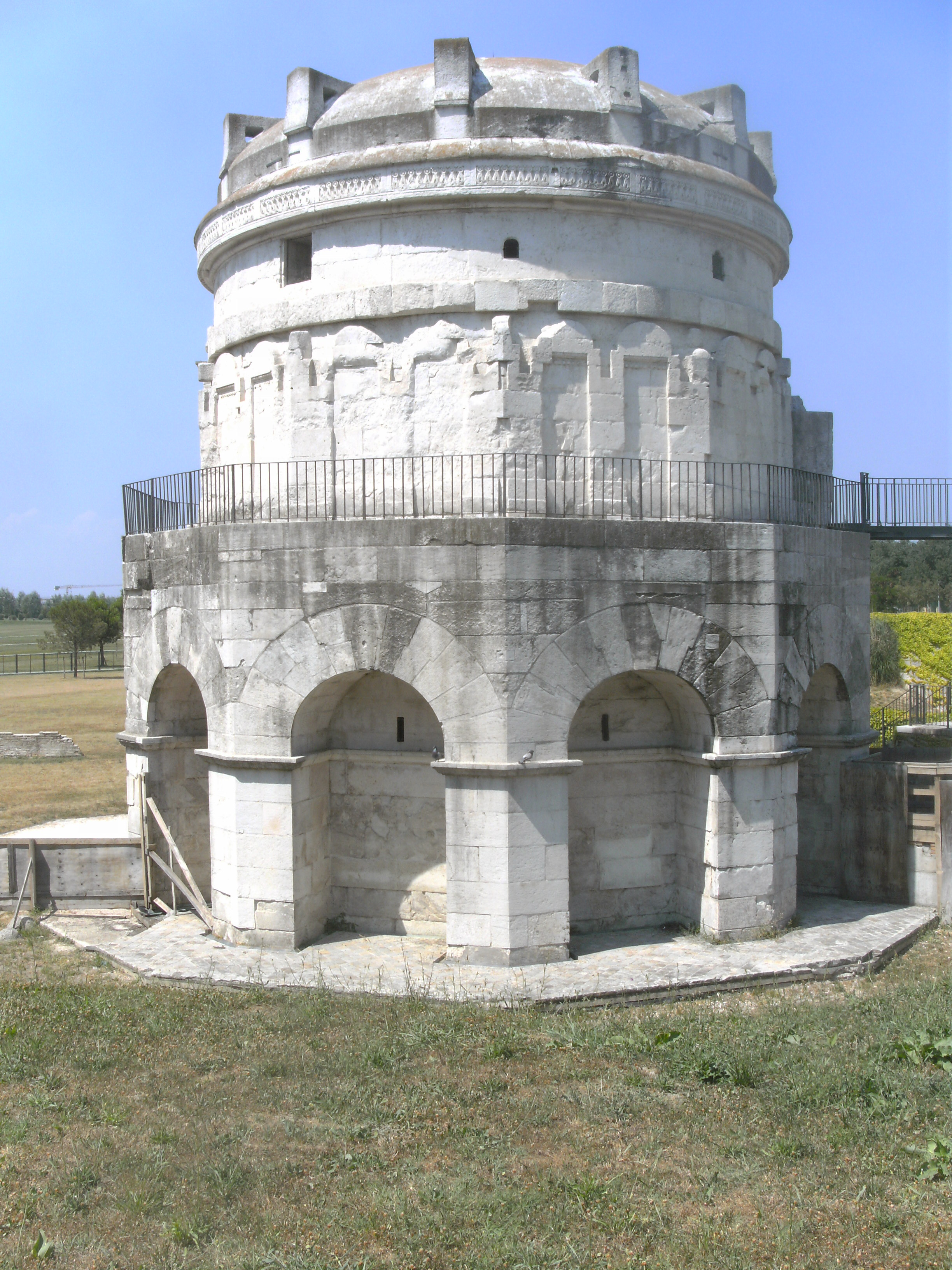
Mausoleum des Theoderich, Ravenna

##### Frühchristliche Mausoleen
- Helenamausoleum in Rom[40]
- Santa Costanza in Rom (Mausoleum der Constantina)[41]
- Mausoleum der Galla Placidia in Ravenna[42]
- Mausoleum des Theoderich in Ravenna[43]

#### Kroatien
- Das Mausoleum von Ivan Meštrović (in welchem er und seine Familienangehörigen bestattet wurden) im Dorf Otavice bei Drniš (Dalmatien).
- Mausoleum von Kaiser Diokletian in Split. (Innerhalb der Palastmauern des Diokletianpalastes)

#### Niederlande
- Mausoleum des Deutschen Kaisers Wilhelm II. im Park von Haus Doorn

#### Österreich

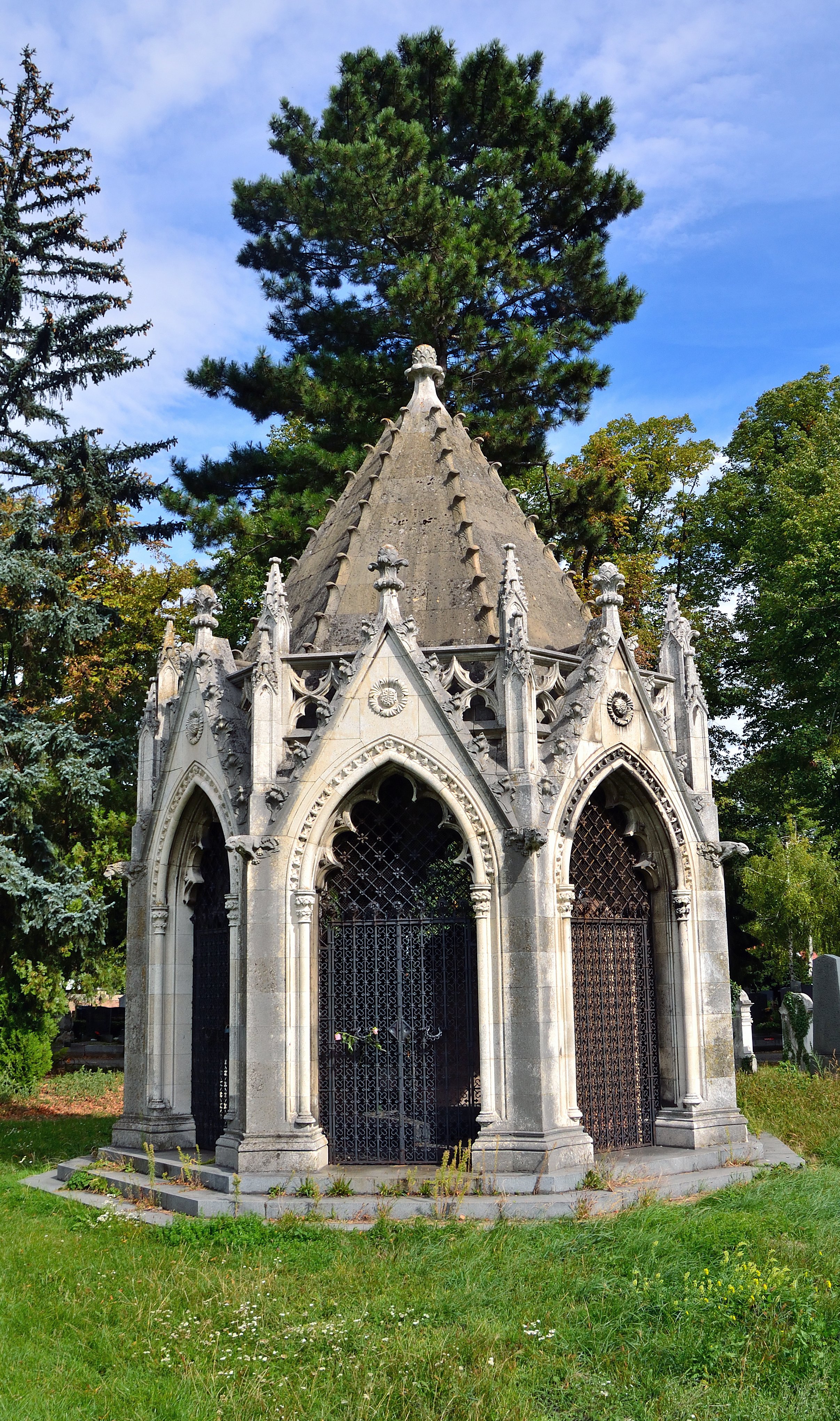
Mausoleum auf dem alten Jüdischen Friedhof des Wiener Zentralfriedhofs

- Mausoleum des Ruprecht von Eggenberg in Ehrenhausen, Steiermark
- Mausoleum Kaiser Ferdinands II. in Graz
- Mausoleum der Goldburg in Murstetten, Niederösterreich

#### Polen
- Mausoleum der Familie des Fürsten Anton Radziwill im Schlosspark von Antonin (Kreis Adelnau) bei Posen
- Mausoleum der Familie von Hoym in Dyhernfurth in Schlesien
- Mausoleum der Grafen Yorck von Wartenburg im Schlosspark von Klein Oels in Niederschlesien
- Blücher-Mausoleum in Krieblowitz in Schlesien
- Grabkapelle des Adelsgeschlechts Henckel von Donnersmarck bei Schloss Neudeck in Oberschlesien
- Pyramide in Rapa in Masuren
- Mauzoleum Walki i Męczeństwa (Warschau) (dt.  Mahnmal des Kampfes und der Leiden) für die Inhaftierten, Gefolterten und Ermordeten des damaligen Gestapo-Gefängnisses in Warschau

#### Russland

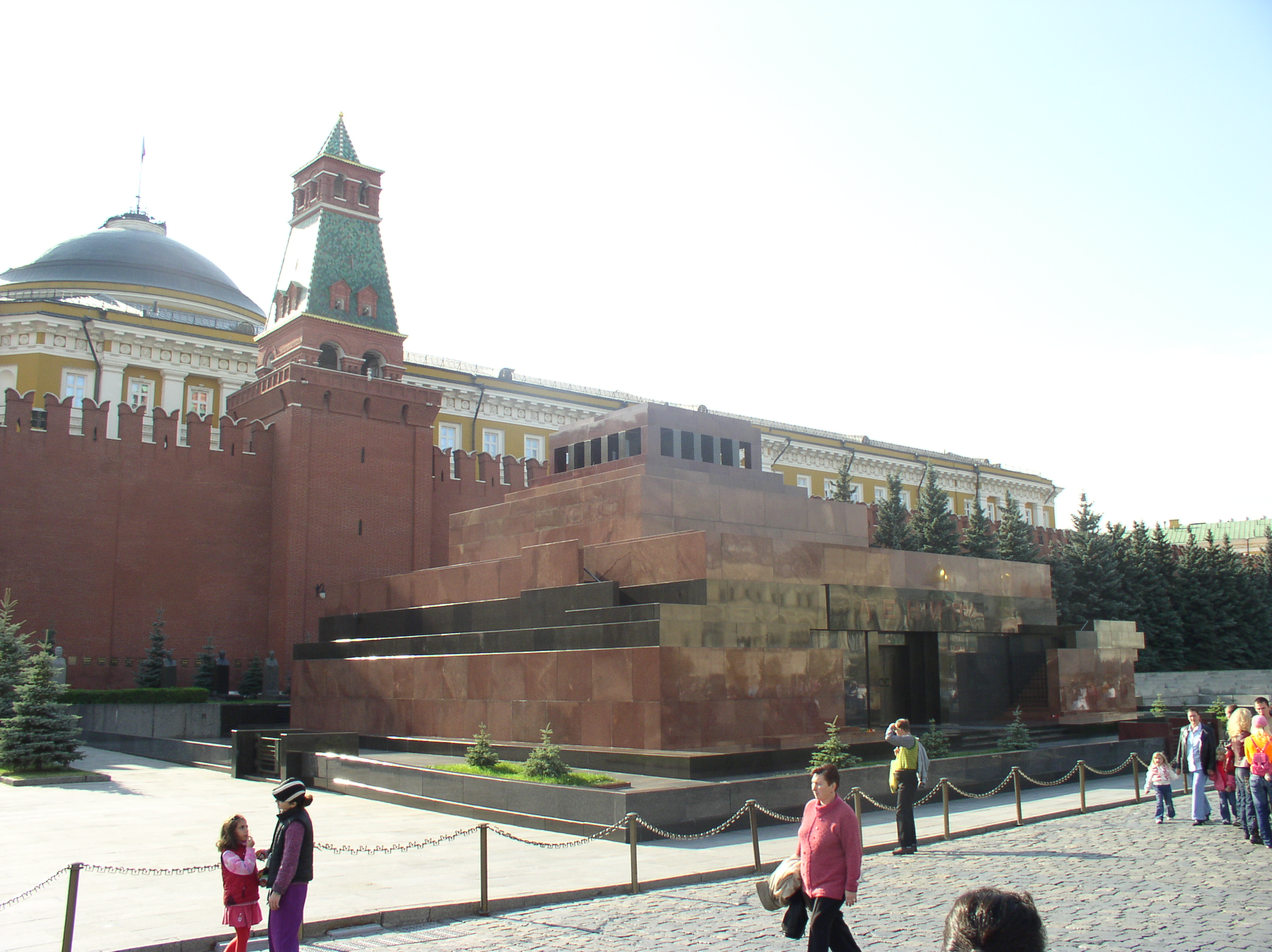
Lenin-Mausoleum am Roten Platz

- Lenin-Mausoleum in Moskau / Russland am Roten Platz

#### Serbien
- Das Haus der Blumen, heute Teil des Museums der Geschichte Jugoslawiens in Belgrad, Grab von Josip Broz (Tito)

#### Spanien
- Mausoleum L. Aemilius Lupus in Fabara, Provinz Saragossa, Aragonien
- Mausoleum der Attilier in Sádaba, Provinz Saragossa, Aragonien

#### Tschechien
- Klement-Gottwald-Mausoleum auf dem Prager Veitsberg (Mumie wurde 1962 wegen Zerfalls entfernt)

#### Vereinigtes Königreich
- Mausoleum in der schottischen Stadt Penicuik